# دین رومی
دین رومی مجموعه‌ای از اعتقادات و اعمال مذهبی بود که نقش آن در روم باستان به عنوان یک دین رسمی الزام‌آور، در قرن چهارم با فرمان‌های امپراتوری به نفع مسیحیت در سال‌ ۳۸۰ و متعاقب آن ممنوعیت همه ادیان غیر مسیحی (به جز یهودیت) در سال ۳۹۳ پایان یافت و سرانجام در قرن ششم ناپدید شد. دین رومی شامل آداب مذهبی مختلف امپراتوری و استانی بود که هم مردم روم و هم کسانی که تحت حکومت آن قرار می‌گرفتند آن را دنبال می‌کردند. رومی‌ها خود را بسیار مذهبی می‌دانستند و موفقیت خود را به عنوان یک قدرت جهانی به تقوای جمعی خود در حفظ روابط خوب با خدایان نسبت می‌دادند. مذهب چندخداپرستی آنها به خاطر ارج نهادن به خدایان بسیار معروف است.
حضور یونانیان در شبه‌جزیره ایتالیا از آغاز دوره تاریخی بر فرهنگ روم باستان و دین اتروسک تأثیر گذاشت و برخی از اعمال مذهبی مانند فرقه دینی آپولون را معرفی کرد که اساسی شدند. دین اتروسک به‌ویژه در طالع‌بینی، که دولت روم برای جستجوی اراده خدایان از آن استفاده می‌کرد، تأثیرگذار بود. این دین باستانی همچنین پایه و اساس منش نیاکان، «راه اجداد» یا به سادگی «سنت» بود، که به عنوان پایه‌ای برای هویت رومی تلقی می‌شد. دین روم بر اساس اصل «من می‌دهم، تا شما (خدایان) به من ببخشید» (طبق واژه‌نامه دین روم باستان)، دینی عمل‌گرایانه و قراردادی بین انسان و خدایان بود. مفهوم دین بیش از ایمان یا اندیشه‌های قطعی و تغییرناپذیر به عمل صحیح دعا، مناسک و قربانی بستگی داشت.
در اوج امپراتوری، خدایان متعددی حتی در دورافتاده‌ترین استان‌های روم ترویج پیدا کردند، از جمله سیبل (ایزدبانوی آناتولی)، ایزیس (ایزد مصری)، اپونا (ایزدبانوی سلت‌ها) و خدایان یگانه‌گرایی مانند میترا و سول اینویکتوس، که تا شمال بریتانیای روم رواج پیدا کرده بودند. با گسترش وسعت امپراتوری، افرادی که نسب اجدادیشان خارجی بود و اکنون شهروند روم شمرده می‌شدند، تعدادشان رو به افزایش بود و ادیان خارجی به‌طور فزاینده‌ای طرفداران رومی را جذب می‌کردند. رومیان به تلفیق دینی گرایش داشتند و فرقه‌های بسیاری با منشأ خارجی می‌توان یافت که در امپراتوری روم به موفقیت رسیدند. فرقه‌های اسرارآمیز یونانی-رومی وارداتی، آغازگر عقیده رستگاری در زندگی پس از مرگ در روم بودند. فرقه‌های اسرارآمیز دارای آداب تشرف به دین پیچیده‌ای بودند که به نام «اسرار» نیز شناخته می‌شد. از آنجایی که رومیان هرگز موظف به ترویج دادن تنها یک خدا یا تنها یک فرقه نبودند، تحمل مذهبی به این معنا که در سیستم‌های یکتاپرستی مطرح است، برای آنان مسئله‌ای به‌شمار نمی‌آمد. مسیحیت در نهایت موفق‌ترین این فرقه‌ها بود و در سال ۳۸۰ میلادی به عنوان دین رسمی تبدیل شد. دین رومی باستان تقریباً به‌طور جهانی در اواخر قرن ششم ناپدید شد.

## منبع‌شناسی
منابع اصلی اسطوره‌های رومی عبارتند از انه‌اید اثر ویرژیل و چند کتاب اول تاریخ لیوی و همچنین آثار باستانی رومی دیونوسیوس هالیکارناسی. منابع مهم دیگر عبارتند از فاستی اثر اووید، یک شعر شش کتابی که بر اساس گاه‌شماری رومی ساخته شده‌است و چهارمین کتاب مرثیه اثر پروپرتیوس. صحنه‌هایی از اسطوره رومی نیز در نقاشی‌های دیواری رومی، سکه‌ها و مجسمه‌ها، به‌ویژه نقش برجسته‌ها هستند.
منظومه حماسی انه‌اید، اثر ویرژیل که در دوازده جلد در اواخر سدهٔ یکم پیش از میلاد سروده شده‌است. بیانگر احساسات مذهبی و همچنین احساسات ملی روم است و به مشابه یک «کتاب مقدس» در دین رومی در نظر گرفته می‌شود همچنین دستورالعمل‌های آیینی در کتاب‌های سیبیل نوشته شده بود.

## تعریف
دین «religio» در لاتین به معنای چیزی است که پیوند می‌دهد. برای رومیان، دین نیرویی بود که خانواده‌ها را به هم پیوند می‌داد، رعایا را به فرمانروای خود و مردان را به خدایان ارتباط می‌داد. دین رومی طیف گسترده‌ای از اعمال و اعتقادات مذهبی را در بر می‌گرفت و پیوند دین یونانی و رومی، از جمهوری اولیه تا دوران امپراتوری و همچنین در فرقه‌های خاص رومی‌ها اهمیت زیادی داشت. رومیان به تلفیق دینی گرایش داشتند و تعداد زیادی از فرقه‌ها با منشأ خارجی در روم به موفقیت رسیدند. از زمان ژولیوس سزار به بعد، دین رومی، فرقه امپراتوری روم یا «آیین امپراتوران خدایی‌شده» را به مجموعه خدایان و ارواح در حال افزایش رومیان اضافه کرد.
در دین رومی، تقریباً تمام مظاهر زندگی اجتماعی، مستقیم یا غیرمستقیم، با آیین‌ها و خدایان مرتبط بود. این دین نیز مانند دیگر نظام‌های دینی باستان، هیچ تعصب، ارتدوکس یا قرارداد اخلاقی خاصی را به رسمیت نمی‌شناخت. بنیانگذاران کاریزماتیک غایب بودند و نوشته‌های مقدس منسجمی به معنای دقیق کلمه وجود نداشت. نقش آن در روم باستان به عنوان یک دین رسمی الزام‌آور، در قرن چهارم با فرمان‌های امپراتوری به نفع مسیحیت و متعاقب آن ممنوعیت همه ادیان غیر مسیحی (به جز یهودیت) به ترتیب در سال‌های ۳۸۰ و ۳۹۳ پایان یافت و سرانجام در قرن ششم ناپدید شد.

## بنیان‌گذار اسطوره‌ها و تقدیر الهی

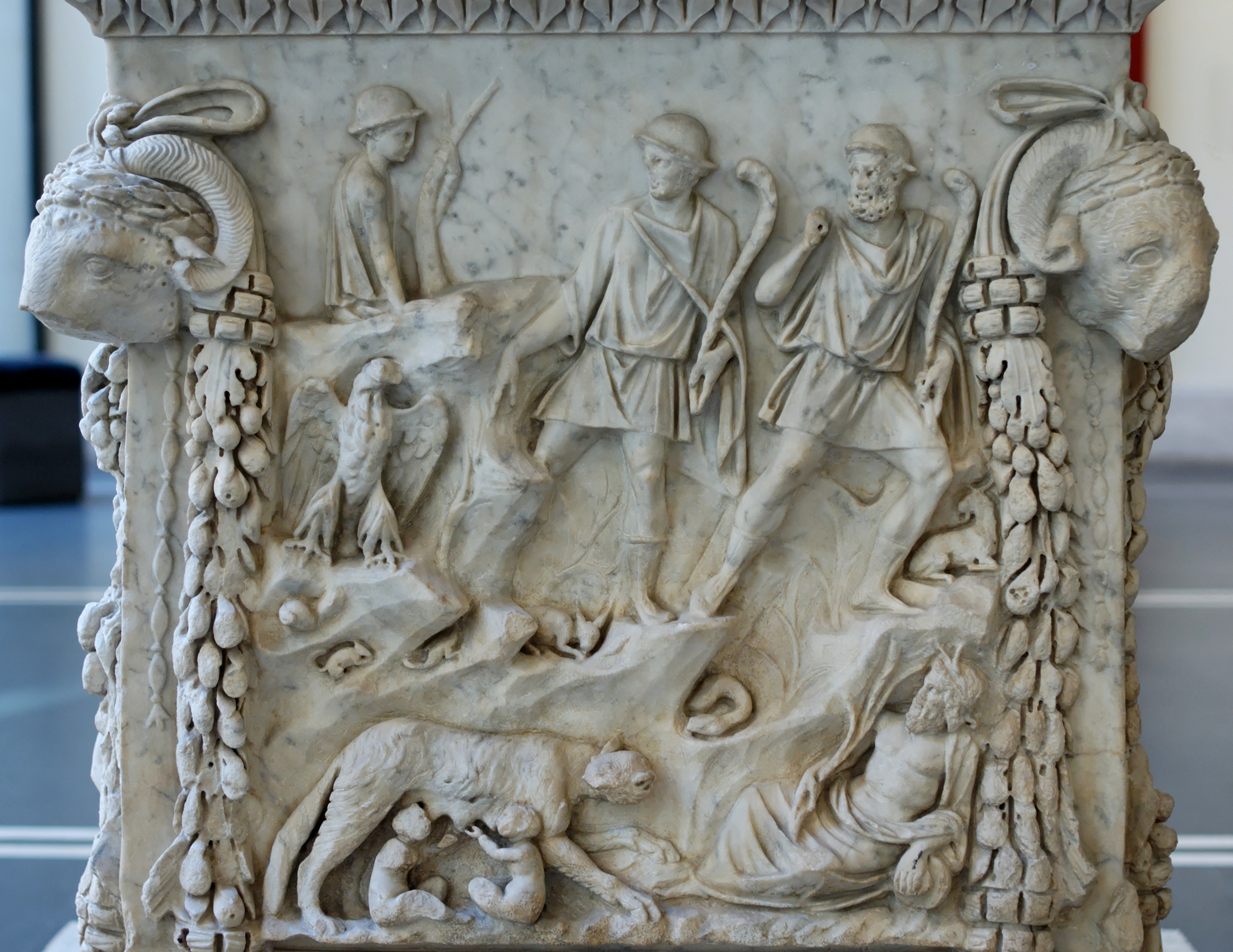
یک نقش‌برجسته از یک محراب که دو برادر بنیادگذار شهر رم، رموس و رمولوس را به تصویر می‌کشد و دو برادر رموس و رمولوس در حال شیر خوردن از یک ماده گرگ هستند.

اسطوره‌شناسی روم به‌ویژه از نظر اسطوره‌های تاریخی یا افسانه‌های مربوط به پایه‌گذاری و ظهور شهر رم غنی است. این روایت‌ها بر بازیگران انسانی و گاهی مداخله از جانب خدایان تمرکز می‌کنند. دو داستان اسطوره‌ای دربارهٔ پیدایش رم از شهرت برخوردارند، نخست بر پایه اسطوره‌ها، آئنیاس، پسر ونوس که پس از جنگ تروآ به ایتالیا مهاجرت کرد، با آوردن دو طلسم حافظ شهر تروآ؛ یعنی مجسمه لارس خدای حافظ خانواده و دی پناتس خدای آذوقه به ایتالیا اساس دین رومی را پایه‌گذاری کرد. اعتقاد بر این بود که این دو مجسمه در طول دوران‌های تاریخی در نزد باکره‌های وستال، کاهنان زن روم باقی نگهداری می‌شده‌است.
اسطوره دیگر، داستان رموس و رمولوس است. بر اساس اسطوره‌شناسی روم، خدایان در تأسیس شهر رم نقش داشتند. مارس خدای جنگ و باکره وستال به نام رئا سیلویا — دختر پادشاه پادشاه آلبا لونگا — والدین پسران دوقلو به نام‌های رموس و رومولوس بودند. گفته می‌شود که عموی رئا سیلویا، آمولیوس که قصد داشت تاج و تخت را غصب کند، دستور داد تا دوقلوها را در رود تیبر رها کنند. دوقلوها با یک سری حوادث معجزه‌آسا روبرو شدند و یک ماده گرگ آنها را از رودخانه نجات داد و پس از مدتی یک چوپان این دو را یافت و به فرزندی پذیرفت. پسرها پس از اینکه بالغ شدند از اعضای مهم جامعه شدند. آنها عمویشان، شاه آمولیوس را از سلطنت خلع کردند و و برای ساختن شهری جدید با خدایان از طریق فال مشورت کردند. این مشورت نشاندهنده دخالت خدایان و نهاد مذهبی داشتن رم تفسیر می‌شد. با این حال، در بحث بعدی در مورد شهر، رومولوس برادرش رموس را کشت. عملی که گاهی به عنوان قربانی تلقی می‌شود؛ بنابراین برادرکشی به بخشی جدایی‌ناپذیر از اسطوره پیدایش رم تبدیل شد. رومولوس نام شهر را به هم‌نام خود نهاد و آن را رم (یا روم) نامید.
با نفوذ فرهنگ یونانی، اسطوره آئنیاس که از بازماندگان جنگ تروآ و از اهالی یونان بود از طریق یک شجره‌نامه ساختگی به صورت اجداد رموس و رومولوس معرفی شد و در افسانه پیدایش رم او نیز نقش پیدا کرد. رومولوس در چندین نهاد مذهبی اعتبار داشت. او جشنواره کانسوالیا را تأسیس کرد و از مردم سابین همسایه برای شرکت در این جشن دعوت کرد. پس از آن ربودن زنان اهل سابین توسط مردان تحت فرمان رومولوس رخ داد و خشونت و همسان‌سازی فرهنگی را در اسطورهٔ ریشه‌های روم گنجاند. رومولوس که از مرگ یک فانی در امان بود، به طرز مرموزی به صورت یک خدا درآمد. در روایتی دیگر، او را سنای خشمگین به قتل رساند و این جنایت را با موفقیت پنهان کرد.
بر اساس اساطیر، رُمولوس پادشاهی روم (از سال ۷۵۳ تا سال ۵۰۹ پیش از میلاد) را بنیان‌گذاری کرد که هفت پادشاه داشت. هر یک از پادشاهان افسانه‌ای یا نیمه افسانه‌ای روم با یک یا چند نهاد مذهبی مرتبط بودند. دومین پادشاه و جانشین سابینی رومولوس، نوما پمپیلیوس نام دارد. هر چند که ممکن است وجود او افسانه باشد اما رومی‌ها به او به عنوان بنیان‌گذار دین خود نگاه می‌کردند. او وارسته و صلح‌طلب بود بنیادهای سیاسی و مذهبی متعددی را پایه‌گذاری کرد، از جمله اصلاح تقویم و به وجود آوردن گاه‌شماری رومی، بنیان‌گذاری نوعی منصب کاهنی به نام فلامن، وستال‌ها و فرقه‌های ژوپیتر، مارس و کویرینوس تاریخ‌نگاری رومی اصول و پایه دینی جمهوری روم را تا پایان سلطنت نوما پمپیلیوس کامل شده می‌دانست و همچنین مجلس سنا و مردم روم در جمهوری روم آن را درست و قانونی می‌دانستند. سومین پادشاه تولوس هوستیلیوس و چهارمین آنکوس مارکیوس، شغل کاهنانی فتیال را به وجود آوردند. پنجمین پادشاه رومی، لوسیوس، سه‌گانه کاپیتولین (ژوپیتر، یونو و مینرو) را تأسیس کرد که به عنوان الگوی عالی‌ترین فرقه رسمی در سراسر روم عمل می‌کرد. ششمین پادشاه سرویوس تولیوس، پدر الهی لیگ لاتین بود و معبد دیانا و کامپیتالیا را بر روی تپه آونتین برای نشان دادن اصلاحات اجتماعی خود تأسیس کرد. آخرین پادشاه رومی لوکیوس تارکوئینیوس متکبر، پادشاه قبلی سرویوس تولیوس را به قتل رساند و سپس جانشین او شد، سرنگونی او پایان پادشاهی روم و آغاز جمهوری روم (۵۰۹ تا ۲۷ پیش از میلاد) بود که در این دوره دو کلانتر روم منتخب به نام کنسول روم روم را اداره می‌کردند.

## خدایان رومی
الهیات روم هیچ نوع اسطورهٔ آفرینش بومی‌ای ندارد و اسطوره اطلاعات کمی برای توضیح شخصیت خدایانش، روابط متقابل آنها یا تعامل آنها با جهان انسانی ارائه می‌دهد، اما الهیات رومی گواهی می‌دادند که «خدایان جاودانه» بر تمام قلمروهای آسمان‌ها و زمین حکومت می‌کنند. خدایان آسمان‌های بالا، خدایان عالم اموات و هزاران خدایان کوچکتر بین آنها وجود داشتند. برخی ظاهراً از روم حمایت می‌کردند، زیرا روم به آنها احترام می‌گذاشت، اما هیچ‌کدام ذاتاً بیگانه و خارجی نبودند. انسجام سیاسی، فرهنگی و مذهبی یک ابر دولت رومی نوظهور نیازمند شبکه‌ای گسترده، فراگیر و منعطف از فرقه‌های قانونی بود. در زمان‌های مختلف و در مکان‌های مختلف، حوزه نفوذ، شخصیت و کارکردهای یک موجود الهی می‌توانست گسترش یابد، با خدایان دیگران همپوشانی داشته باشد و به عنوان رومی از نو تعریف شود.
بر اساس نظر برت ایرمان: در دنیای پاگانیسم باستان، خدایان را می‌توان به عنوان یک نوع هرم قدرت تصور کرد.
1. بزرگ‌ترین خدا، مثلاً زئوس، یا ژوپیتر، یا خدای ناشناخته‌ای در قله، در بالای این هرم قرار دارد.
2. زیر آن خدا، در تخیل عمومی، خدایان بزرگ دیگری با قدرت غیرقابل تصور وجود داشتند - برای مثال، خدایان کوه المپ، که از اساطیر یونان و روم شناخته می‌شوند.
3. در زیر آن خدا و دیگر خدایان، الوهیت‌های دیگری قرار داشتند که بسیار فراتر از ظرفیت‌های انسانی بودند. خدایان محلی مختلف و خدایان با کارکردهای مختلف که مافوق بشر بودند. در اساطیر رومی، لارها و پنات‌ها گروه‌هایی از خدایان بودند که از خانواده و دولت روم محافظت می‌کردند. اگرچه منشأ و هدف لارها و پنات‌ها متفاوت بود، اما آنها اغلب با هم در زیارتگاه‌های خانگی پرستش می‌شدند. لارها ارواح مردگانی به حساب می‌آمدند که خدایی شده بودند و از خانه‌ها، چهارراه‌ها و شهر محافظت می‌کردند. هر خانواده رومی نگهبان مخصوص به خود را داشت که به نام لار فامیلی شناخته می‌شد تا از خانواده محافظت کند و اطمینان حاصل کند که نسل خانواده از بین نمی‌رود.[۱۵] پنات‌ها در وهله اول برای یک خانواده آذوقه فراهم می‌کردند.[۱۶] وظیفه اصلی پنات‌ها تضمین رفاه و سعادت خانواده بود. بر اساس افسانه‌ها، آنها زمانی خدایان خانواده آئنیاس، بنیان‌گذار اسطوره‌ای امپراتوری روم بودند.[۱۵]
4. در زیر آنها الوهیت‌های کمتری وجود داشت که گاهی دایمون یا «دایمونیا» نامیده می‌شد. کلمه «شیاطین» از اینجا منشأ می‌گیرد، اما اینها لزوماً شیاطین نبودند - برخی خوب بودند، در حالی که برخی بد. آنها صرفاً الوهیت‌های سطح پایین بودند. آنها به اندازه خدایان المپیا قدرتمند نبودند، اما بسیار قدرتمندتر از انسان‌ها بودند و می‌توانستند بر مردم برای خیر یا شر تأثیر بگذارند.
5. زیر دایمون سطح «موجود الهی» یا «انسانی الهی» قرار داشت و شامل موجوداتی بود که بخشی از آن الهی و بخشی دیگر انسانی بودند. مردم باستان متوجه شدند که برخی از افراد بسیار قدرتمندتر از دیگران، بسیار باهوش‌تر و به مراتب زیباتر هستند. این به این دلیل بود که آنها یک بخش الهی در درون خود داشتند. به عنوان مثال، در جهان روم، امپراتور روم به عنوان یک موجود الهی پرستش می‌شد. او از آن دسته موجوداتی بود که برتر از دیگران، اما پایین‌تر از خدایان بود و بنابراین، انسانی الهی بود و به عنوان یک انسان الهی، باید مانند سایر خدایان پرستش شود.[۱۷]

## پرستش ارواح

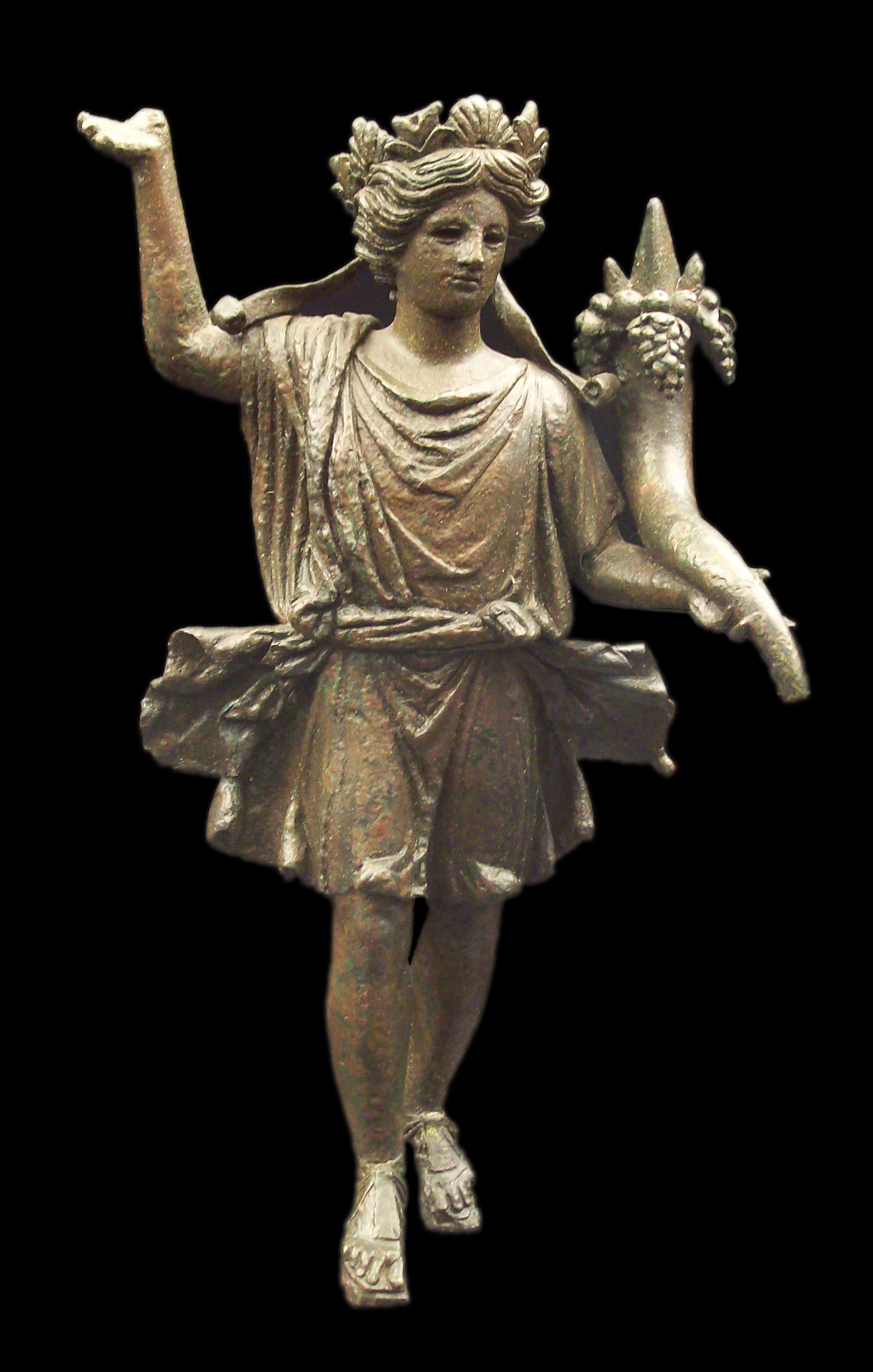
تندیس یک لارس که در موزه ملی باستان‌شناسی اسپانیا نگهداری می‌شود.

به غیر از پرستش خدایان که توسط دولت نیز تجلیل می‌شدند، همه خانواده‌های رومی ارواح را نیز می‌پرستیدند. آنها معتقد بودند که ارواح از خانواده، خانه و حتی درختان و رودخانه‌ها محافظت می‌کنند. این ارواح به‌طور مرتب پرستش می‌شدند. رودخانه‌ها، درختان، مزارع و ساختمان‌ها هر کدام روح الهی یا نومن خاص خود را داشتند. خانواده‌ها نیز روح محافظی داشتند که به آن لارس می‌گفتند. هر خانواده یک «لاریوم» یا زیارتگاه برای این روح داشت که اغلب در دهلیز یا حیاط نگهداری می‌شد. سرپرست خانواده مسئول فدیه دادن منظم برای ارج نهادن به روح خانواده و اطمینان از ادامه مراقبت از آنها بود. خانواده‌ها نیز قبل از هر رویداد خاص خانوادگی از ارواح طلب رحمت می‌کردند. آنها از هر وعده غذایی بخشی را به عنوان پیشکش در آتش می‌انداختند. از بردگان خانگی نیز انتظار می‌رفت که همان ارواح صاحبان خود را بپرستند. رومی‌ها مانند بیشتر مردمان دنیای باستان معتقد بودند که ارواح در اطراف چهارراه‌ها جمع می‌شوند؛ بنابراین یافتن یک زیارتگاه کوچک یا کامپیتا که در هر مسیر یا جاده‌ها به هم می‌رسیدند، رایج بود.

## عمل مذهبی

### نقش دین در زندگی مردم
برای رومی‌های معمولی، مذهب بخشی از زندگی روزمره بود. هر خانه زیارتگاهی داشت که در آن نماز و افشانش به خدایان خانواده انجام می‌شد. زیارتگاه‌های محله و مکان‌های متبرکه مانند چشمه‌ها و درختستان مقدس به نام لوکوس در سطح شهر پراکنده بودند. مراسم پرهزینه و متمرکز برای خدایان دولت روم در زندگی روزمره بسیار بیشتر از مراسم مذهبی رایج مربوط به خدایان خانگی و شخصی افراد، الوهیت‌های حامی روستای روم و جوامع مختلف روم بود. هدف مردم از عبادت در دین رومی کسب برکت خدایان و در نتیجه کسب سعادت برای خود، خانواده و جوامعشان بود. برخلاف اکثر ادیان امروزی، خدایان رومی رفتار اخلاقی قوی را طلب نمی‌کردند. دین رومی شامل پرستش فرقه بود. افراد برای این که اعمالشان مورد تأیید خدایان قرار گیرد، نیازی به رفتار طبق قواعد اخلاقی مشخصی نداشتند؛ بلکه باید آیین‌های مذهبی را کاملاً رعایت می‌کردند.
فیلسوف معروف رومی سیسرون (مرگ ۴۳ پیش از میلاد)، رومیان را مذهبی‌ترین مردمان جهان می‌دانست:
در واقع، چه کسی آنقدر بی‌هوش است که وقتی به آسمان خیره می‌شود، نمی‌بیند که خدایان وجود دارند… کسی که وقتی متقاعد شد که الوهیت [یا: خدایان] وجود دارد، چگونه می‌تواند در همان زمان متقاعد نشود که این امپراتوری بزرگ با قدرت یا اراده [آنها] ایجاد، گسترش و تداوم یافته‌است؟ هر چقدر هم ما خودمان را خوب بدانیم اما نه از نظر جمعیت و نه از نظر قوت از گال، نه از نظر تطبیق‌پذیری از کارتاژ، نه از نظر هنر از یونان برتری نداریم. اما ما در تقوا، در ارادت به دین و در آن خرد خاص که عبارت است از تشخیص این حقیقت که جهان تحت تأثیر و هدایت الهی است [یا: اراده/قدرت خدایان،] است، بر هر نژاد [یا مردم] و هر قوم برتری یافته‌ایم.
دو نکته در اینجا قابل توجه است. اولاً، سیسرون بیان می‌کند که خدایان بزرگی امپراتوری رومیان را اراده کردند و همچنان آن را هدایت کرده و تداوم و رشد آن را تضمین می‌کنند. ثانیاً، سیسرون ادعا می‌کند که رومیان پرهیزگارترین و مذهبی‌ترین مردم روی زمین هستند و تقوا، دین و درک صحیح مشیت الهی (یا اراده خدایان) است و حمایت الهی از آنان نیز همین موضوع را اثبات می‌کند. از این رو، سیسرون به‌طور ضمنی تقوای رومی را با حمایتی که خدایان از امپراتوری روم می‌کنند، مرتبط می‌داند.
«ژاکوب مکی» در کتاب باور و فرقه: بازاندیشی در دین رومی استدلال می‌کند که «تقوا، برای رومیان، به معنای پیروی از یک سیستم قوانین مذهبی بود. در اصطلاح نظری مدرن، این یک اخلاق وظیفه‌گرا است یا همان کاری بود که باید انجام شود.»

### فال و پیشگویی
همهٔ پیشگویی‌ها از این باور ناشی می‌شد که خدایان پیام‌های معناداری می‌فرستند. فال‌بینان از طریق فال در مورد انجام یا عدم انجام اعمال رسمی پیشنهادی، نظر الهی را جویا می‌شدند و ارادهٔ الهی را از طریق نشانه‌هایی که در «معبد» قبل، حین و بعد از انجام عمل قربانی مشاهده می‌کردند، در می‌یافتند. اومن‌های (فال) مشاهده شده در داخل یا از یک معبد — به ویژه پرواز پرندگان — پاسخ خدایان به سؤالات رسمی در نظر گرفته می‌شد. فال‌ها خواست خدایان را می‌خواندند و بر علامت‌گذاری مرزها به‌عنوان بازتابی از نظم جهانی نظارت می‌کردند، بنابراین جنگ‌های رومی و خارجی را به‌عنوان تقدیر الهی تأیید می‌کردند.
پیام الهی یا به‌طور شهودی منتقل می‌شد یا نیاز به تفسیر داشت: رصد پرندگان، نشانه‌های آسمانی مانند رعد و برق، فال جگر، پدیده‌های غیرعادی، طالع‌بینی و پیش‌گویی قرعه‌کشی به دسته شهودی تعلق داشتند و بر هنر و دانش ویژه فال‌گیری متکی بود. اما گفته‌های الهام شده و فال از روی کتاب‌های سیبیل و رؤیاها نیاز به تفسیر داشتند.
دولت روم سه گروه از متخصصان پیشگویی را به کار می‌گرفت:
- کمیته پانزده نفره امور مقدس که کارکرد اصلی آنها در طول تاریخ محافظت از کتاب‌های سیبیل بود. آنها می‌بایست در صورت درخواست سنای روم، به ویژه در پاسخ به پدیده‌های غیرعادی یا سایر بلایا، با این کتاب‌ها مشورت و راه‌حل‌های دینی مناسب را استخراج می‌کردند.[۲۷]

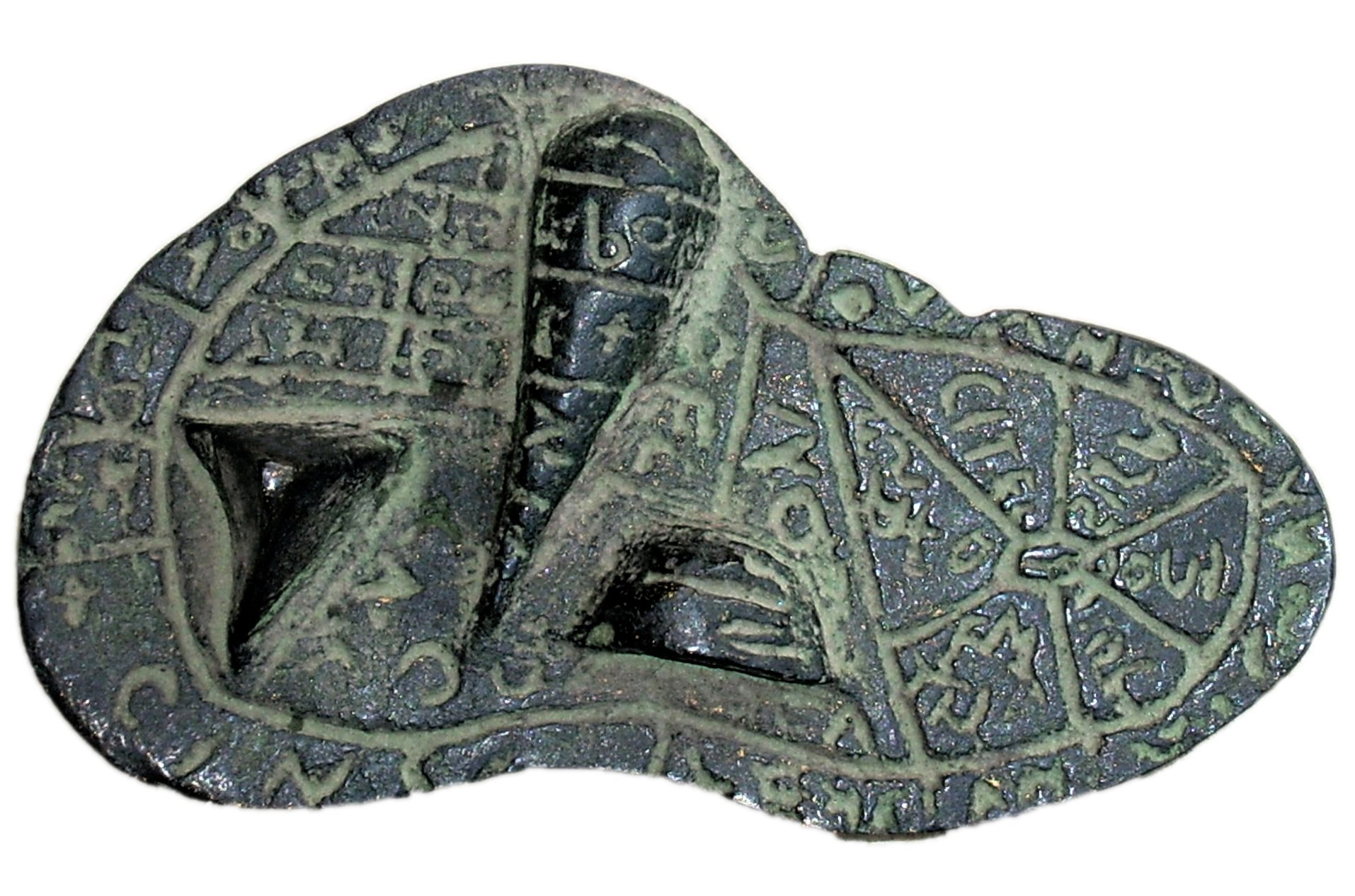
برنز کبد پیاسنزا ساخته شده توسط تمدن اتروسکی است که احتمالاً به عنوان یک الگوی آموزشی برای هاروسپکس عمل کرده‌است.

- هاروسپکس فال‌بینی بود که اراده خدایان را از طریق بررسی احشاء پس از قربانی، به ویژه کبد، پیش‌بینی می‌کرد. هاروسپس‌ها کاهنان رسمی روم نبودند و فقط در صورت نیاز احضار می‌شدند.  آنها همچنین به تفسیر فال، اعجاز و نشانه‌ها می‌پرداختند و کفاره را در جهت مصون‌سازی تعیین می‌کردند. بیشتر نویسندگان رومی، هاروسپکس را به عنوان یک حرفهٔ مذهبی باستانی و از لحاظ قومیتی بیگانه با فرهنگ رومی در نظر می‌گرفتند و هرگز کاملاً آن را قابل احترام نمی‌دانستند.[۲۸] در دوران اواسط تا اواخر جمهوری، کلانتر اصلاح‌طلب گایوس گراکوس، ژنرال سیاستمدار پوپولیست گایوس ماریوس و مخالف او لوکیوس کورنلیوس سولا، و سیاستمدار بدنام گایوس ورس سیاست‌های بسیار متفاوت خود را با سخنان الهام‌گرفته از فال‌گیران خصوصی توجیه می‌کردند. همچنین سنا و ارتش از هاروسپکس‌ها برای مقاصد خود استفاده می‌کردند.[۲۹] هاروسپکس‌ها خواست خدایان را می‌خواندند و بر علامت‌گذاری مرزها به‌عنوان بازتابی از نظم جهانی نظارت می‌کردند، بنابراین توسعه‌طلبی را به‌عنوان یک امر الهی تأیید می‌کردند. آنها معتقد بودند که حفظ سنت، موجب ثبات اجتماعی می‌شود.[۳۰] تقریباً برای هزار سال رومیان در حال گسترش قلمروی خود بودند. مشروعیت در روم باستان پیروزی در نبرد بود زیرا این ثابت می‌کرد که خدایان با رومیان هستند و خدایان حق بودند.[۳۱]
- آگورها کسانی بودند که برای تفسیر رفتار پرندگان تعلیم دیده بودند. پیش از شروع هر کار بزرگ (خصوصی یا عمومی) در روم باستان، فال‌گیری از رفتار پرندگان توسط آگورها انجام می‌شد. ظاهراً الگوهای پرواز پرندگان و صداهایی که تولید می‌کردند و اینکه آیا هنگام ارائه غذا تغذیه می‌کردند یا نه، همه توسط آگور تعبیر می‌شد.[۳۲]

مراسم مذهبی عمومی در یک محوطه مقدس برگزار می‌شد که توسط یک آگور مشخص شده بود. معنی اصلی کلمه لاتین «تمپلیوم» این فضای مقدس بود. بعدها بود که این واژه برای اشاره به یک ساختمان به کار رفت. خود شهر یک فضای ذاتاً مقدس بود. مرز باستانی آن «پومریوم» توسط خود رومولوس با گاو و گاوآهن مشخص شده بود.

### دعا و نذر و سوگند
همه قربانی‌ها و نذری‌ها برای مؤثر واقع شدن نیاز به دعای همراه داشتند. پلینیوس نوشته‌است که «قربانی بدون دعا بی‌فایده است و مشورت درست با خدایان اینگونه نیست.» اما دعا به خودی خود قدرت مستقلی داشت؛ بنابراین، کلام گفتاری تنها قوی‌ترین کنش دینی بود و آگاهی از فرمول‌های کلامی صحیح دینی، کلید کارآمدی بود. نمازهای عمومی توسط یک کاهن به نمایندگی از جامعه با صدای بلند و واضح خوانده می‌شد. مناسک مذهبی عمومی باید توسط متخصصان بدون نقص اجرا می‌شد. یک اشتباه ممکن بود مستلزم این باشد که یک عمل دینی یا حتی کل جشنواره از ابتدا تکرار شود. حتی دعای خصوصی یک فرد اسلوب و قاعده داشت، به جای بیان شخصی، تلاوت یک متن تعیین شد جایز شمرده می‌شد، هرچند این دعا توسط فرد برای هدف یا مناسبتی خاص انجام می‌شد.
برای اهداف تجاری، معاهده‌های فئودالی، در دفترهای دولتی، هنگام بستن معاهده و اعلام وفاداری سوگند یاد می‌شد و رومیان به شهادت و تأیید خدایان متوسل می‌شدند. امتناع از ادای «سوگند قانونی» و شکستن سوگند، مجازات تقریباً یکسانی داشت: هر دو پیوندهای اساسی بین انسان و الهی را رد می‌کردند. «وتوم» نذری بود که به یک خدا داده می‌شد، معمولاً انجام قربانی یا دادن نذر در ازای فواید و مزایایی بود که از آن خدا دریافت می‌شد.

### فدیه

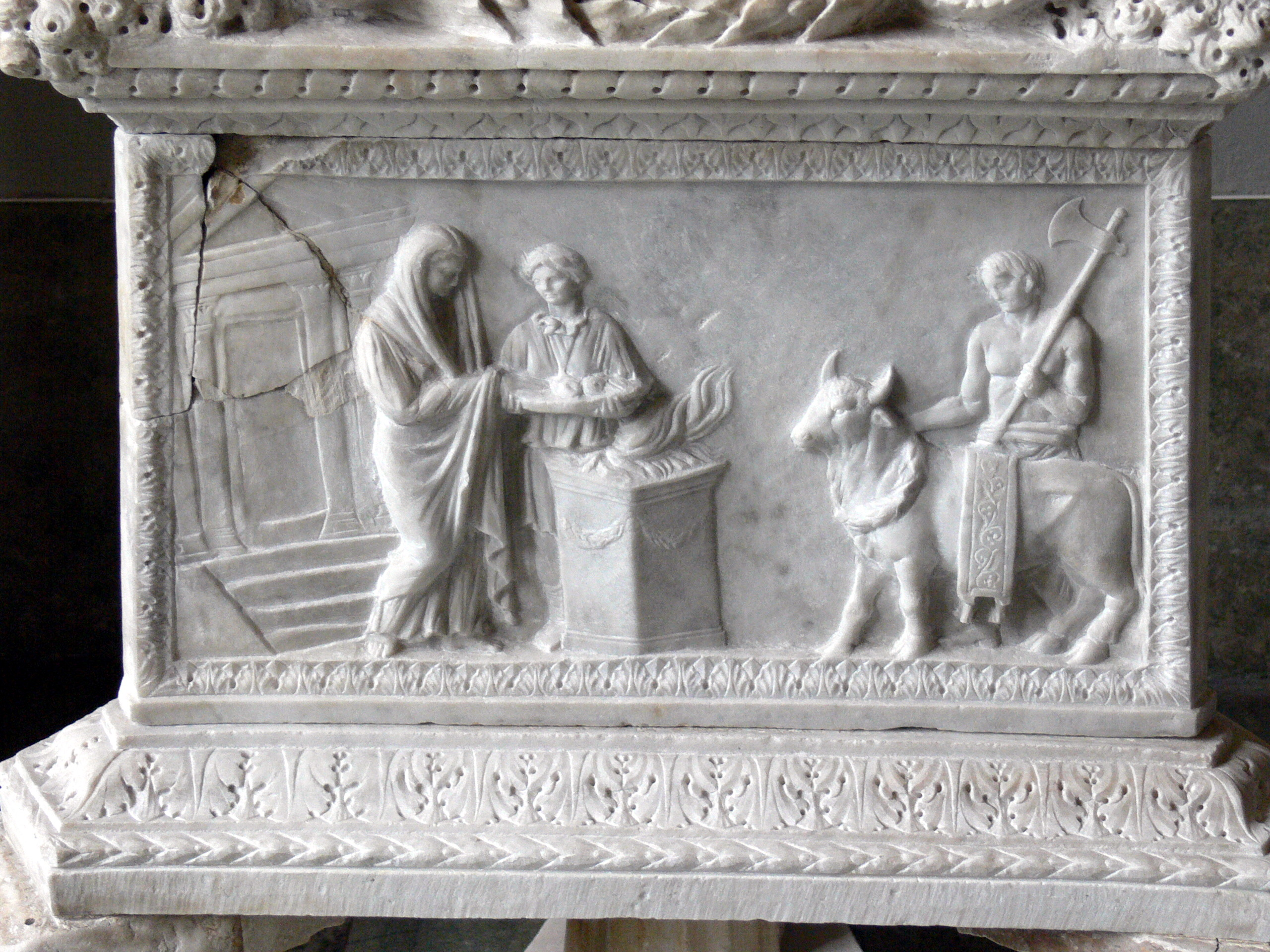
نقش‌برجسته رومی صحنه ای از قربانی را به همراه افشانش در محرابی شعله‌ور به تصویر می‌کشد.

به نقل از واژه‌نامه دین روم باستان «پیشکش یا فدیه به معنای انجام عملی است که چیزی را به یک الوهیت تقدیم می‌کند. عقیده بر این بود که فدیه قوا و صفات موجودات الهی را تقویت می‌کند و آنها را متمایل می‌کند که در عملی متقابل به شخصی که فدیه را تقدیم کرده بود، سود و منفعت برساند.»
دادن پیشکش به خدای خانگی بخشی از زندگی روزمره مردم بود. عقیده بر این بود که لارها یا خدایان پاسدار خانواده، همهٔ آنچه را که در محدوده مکان یا عملکرد آنها اتفاق می‌افتد مشاهده، محافظت و تحت تأثیر قرار می‌دهند. مجسمه‌های لارهای خانگی در هنگام صرف غذای خانوادگی روی میز قرار می‌گرفتند. ممکن بود به آنها گندم و گلدسته‌های غلات، انگور و اولین میوه‌ها در فصل مناسب، کیک عسل و لانهٔ زنبور، شراب و بخور، در هر وعده غذایی خانوادگی پیشکش شود و یا در جشنواره کامپیتالیا کیک عسلی و خوک از طرف جامعه اهدا شود.

#### قربانی حیوان

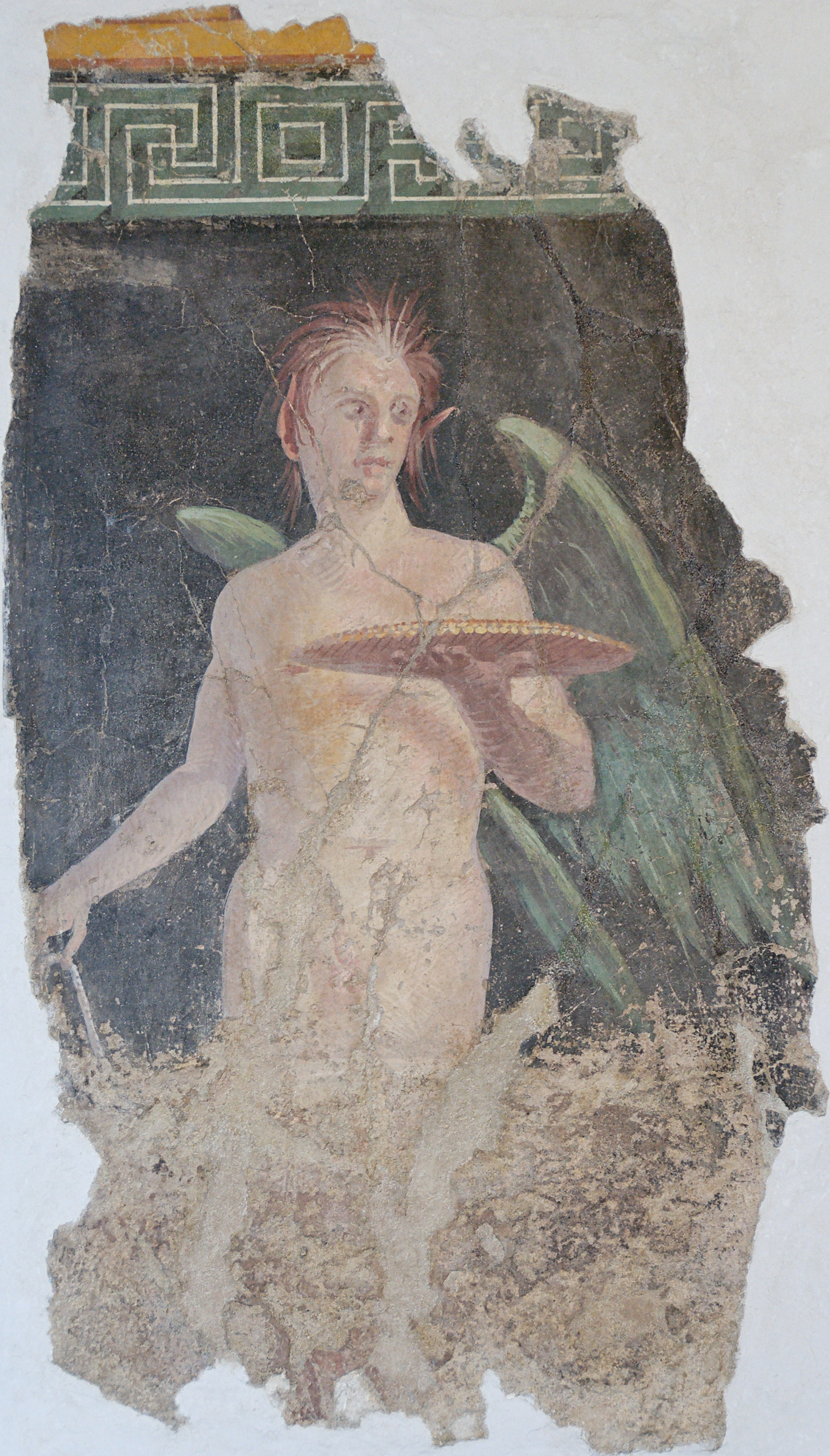
تصویری از جنیوس (همزاد الهی) به شکل بالدار

برترین فدیه قربانی کردن حیوان بود که معمولاً قربانی حیوانات اهلی مانند گاو، گوسفند و خوک بودند. هر کدام از آنها بهترین نمونه در نوع خود، پاک و تمیز شده، پوشیده از تن‌پوش مخصوص قربانی و گلدسته بودند. شاخ گاوها ممکن است طلاکاری شود. قربانی باید به نظر می‌رسید که مایل است جان خود را از طرف جامعه تقدیم به الوهیت کند. باید آرام بماند و به سرعت و تمیز اهدا شود.
قربانی برای خدایان آسمان («خدایان بالا») در نور روز و در زیر نظر عموم انجام می‌شد. خدایان آسمان‌های بالا به قربانیان سفید و نابارور از جنس خود نیاز داشتند: کنسول روم برای ژوپیتر گاو سفید و اخته برای ادای سوگند سالیانه قربانی می‌کرد. به خدایان بالا با پیوندهای قوی با زمین، مانند مارس، ژانوس، نپتون و جنیوس‌های مختلف — از جمله امپراتورها — قربانیان بارور اهدا می‌شد. پس از قربانی، ضیافتی برپا می‌شد. در آیین‌های دولتی، تصاویر خدایان ارجمند بر روی کاناپه‌های ضیافت جای می‌گرفتند. مقام‌ها و کاهنان روم به ترتیب تقدم در کنار آن نشستند و گوشت قربانی را می‌خوردند.
به خدایان چتونیک (دنیای مردگان) مانند دیس پاتر، خدایان زیر و دی من‌ها، قربانیان تیره رنگ و بارور در مراسم شبانه داده می‌شد. حیوانات قربانی معمولاً به شکل هولوکاست قربانی یا قربانی سوختنی بود، و هیچ ضیافت مشترکی وجود نداشت، زیرا عقیده بر این بود که زندگان نمی‌توانند یک وعده غذایی را با مردگان تقسیم کنند. به ترا (مادر زمین) در جشن فوردیکدیا گاو آبستن اهدا می‌شد. رنگ ارزش نمادین کلی برای قربانی‌ها داشت. گاهی به نیمه خدایان و قهرمانانی که متعلق به آسمان‌ها و عالم اموات بودند قربانیان سیاه و سفید می‌دادند. به روبیگوس — در جشن کشاورزی روبیگالیا — سگ‌های قرمز و شراب قرمز برای محافظت از محصولات در برابر سوختگی و کپک قرمز اهدا می‌شد.
عقیده بر این بود که همان نهادهای الهی که باعث بیماری یا آسیب می‌شوند، قدرت جلوگیری از آن را دارند و ممکن بود با انجام آیین‌ها پیشاپیش آرام شوند. برای جلوگیری از تأخیرهای ناخوشایند سفر، یا مواجهه با راهزنان یا دزدان دریایی و غرق شدن کشتی، باید قدردانی لازم از خدایان به عمل آید و عنایت الهی مورد توجه قرار گیرد. در مواقع بحران بزرگ، مجلس سنا می‌توانست آیین‌های عمومی جمعی را صادر کند که در آن شهروندان روم، از جمله زنان و کودکان، در صفوف از معبدی به معبد دیگر حرکت می‌کردند و عنایت خدایان را تضرع می‌کردند.
شرایط خارق‌العاده، ایثارگری فوق‌العاده را می‌طلبید: در یکی از بحران‌های متعدد دومین جنگ کارتاژ، نذر شد که در ازای پنج سال حافظت از هانیبال (ژنرال رومی مرگ ۱۸۳ پیش از میلاد) و متحدانش هر حیوانی که در آن بهار متولد شود به خدای بزرگ ژوپیتر، اهدا شود. این نذرها به «قرارداد» شباهت داشت برای نمونه اگر حیوانی قبل از قربانی شدن می‌میرد یا به سرقت می‌رفت، قربانی شده محسوب می‌شد، زیرا قبلاً تقدیس شده بود. به‌طور معمول، اگر خدایان نمی‌توانستند از طرف معامله خود محافظت کنند، از قربانی کردن خودداری می‌شد. در دوره امپراتوری، به دنبال مرگ تراژان (۱۱۷ میلادی) از قربانی کردن خودداری شد، زیرا خدایان امپراتور را برای مدت مقرر در امان نگه نداشته بودند.

#### قربانی انسان
در روم رسماً، قربانی‌کردن انسان به هر عنوانی نفرت‌انگیز خوانده می‌شد. این عمل نشانه‌ای از بربر بودن بود که به دشمنان سنتی روم مانند کارتاژ‌ها (تونس کنونی) و گال‌ها نسبت داده می‌شد. روم در چندین نوبت آن را با مجازات شدید ممنوع کرد. قانونی که در سال ۸۱ قبل از میلاد به تصویب رسید قربانی کردن انسان را به عنوان قتلی که برای اهداف جادویی انجام می‌شود، توصیف کرد. مورخ پلینیوس (۲۳–۷۹ میلادی) پایان دادن به قربانی کردن انسان توسط طبقهٔ دروئید‌ها را نتیجه مثبت فتح گال و بریتانیا می‌دانست. علیرغم ممنوعیتی که در سرتاسر امپراتوری تحت حکومت امپراتور هادریان (ح ۱۱۷ تا ۱۳۸ میلادی) وجود داشت، این احتمال هست که قربانی کردن انسان به‌طور مخفیانه در آفریقا (استان روم) یا جاهای دیگر ادامه یافته باشد.

### زندگی پس از مرگ

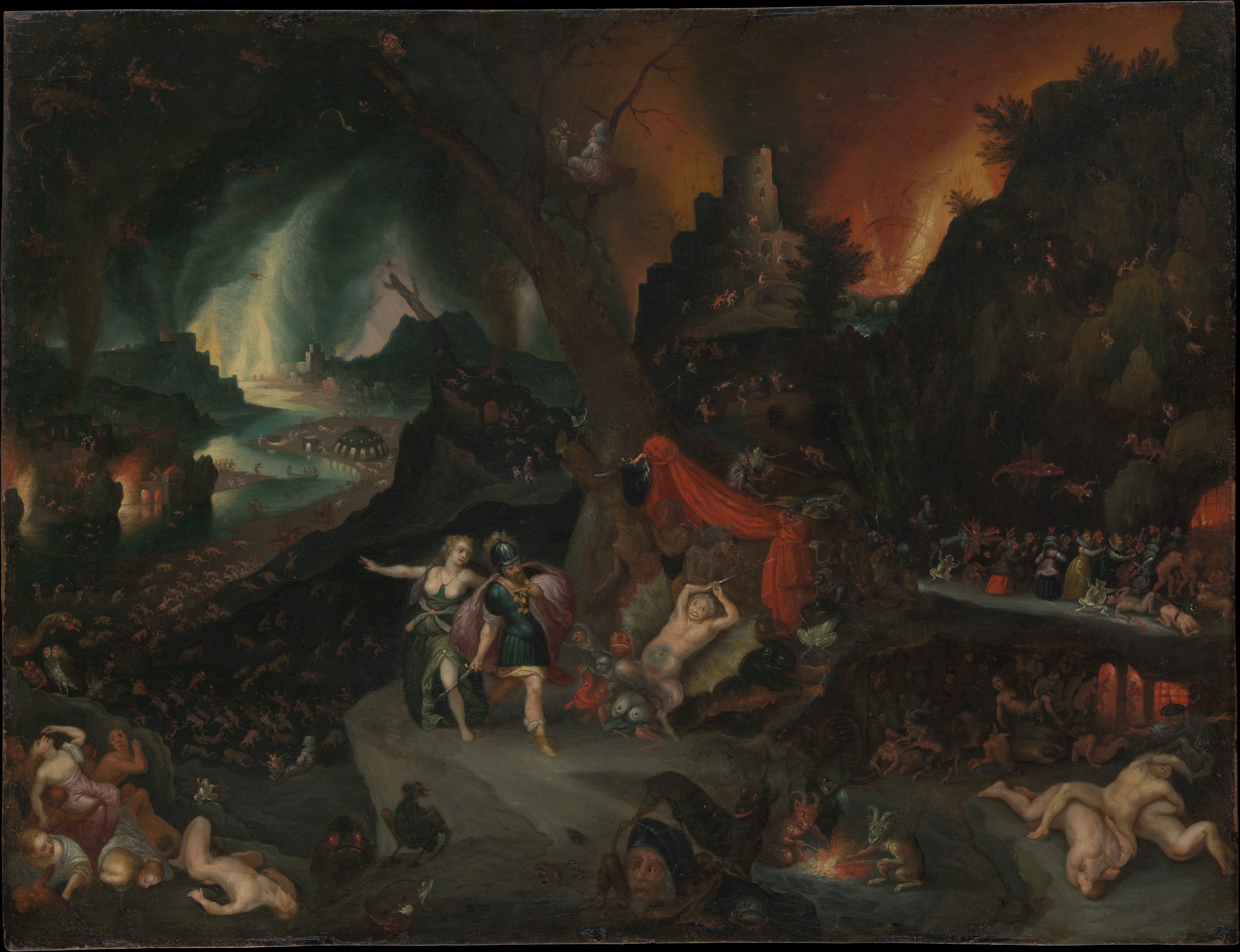
تصویری از دنیای زیرین که آئنیاس در سفر به دنیای مردگان آن را تجربه کرد.

هیچ باور ثابت یا اجباری در مورد زندگی پس از مرگ در روم باستان وجود نداشت. بسیاری از رومیان بر این باور بودند که جاودانگی ناشی از حضور یک فرد در قلب و ذهن کسانی است که آنها را ترک کرده‌اند. اجماع عمومی بر این بود که کسی که مرده در عالم اموات زندگی می‌کند. تأثیرات و اقتباس‌هایی از فرهنگ یونانی را می‌توان در شعرهای رومی یافت، مانند انئید اثر ویرژیل. در این شعر حماسی، قهرمان آئنیاس وارد جهان زیرین می‌شود. در اینجا آئنیاس با میدان‌های رؤیا مانند الیسیوم، جایی که ارواح مبارک ساکن هستند و تارتاروس غم‌انگیز، خانه لعنت‌شدگان مواجه می‌شود. دفن نشده‌ها بی‌قرار در ساحل رودخانه استیکس منتظر می‌مانند. اعتقاد بر این بود که روح آنها زنده‌ها را تسخیر می‌کند. خدایان مرتبط با دنیای زیرین مانند پلوتون، پرسفونه و مرکوری، به‌طور گسترده پرستش می‌شدند، به ویژه در زمان بحران شخصی. اعتقاد بر این بود که دی من‌ها ارواح یا خدایان کوچک دنیای زیرین هستند و تصور می‌شد که مردگان در زندگی پس از مرگ به صفوف آنها می‌پیوندند. دی من‌ها مردگانی بودند که در دنیای زندگی پس از مرگ ساکن بودند. هرکسی که می‌مرد، «دی من» می‌شد. مجسمهٔ نیم‌تنه‌های پدر، مادر یا اجداد دورتر، نه تنها برای گرامیداشت و به یاد آوردن آنها از طریق یک اثر هنری، بلکه برای این ساخته می‌شد تا هر زمان که دی من خواست در نیم تنه ساکن شود. این نیم تنه‌ها معمولاً در دهلیز خانه یا اتاقی که در آن مهمانی‌ها برگزار می‌شد، قرار داشتند.
ایزدبانو سرس به عنوان واسطه بین قلمرو زنده‌ها و مردگان عمل می‌کرد: متوفی هنوز به‌طور کامل به دنیای مردگان نرسیده بود و می‌توانست آخرین وعده غذایی را با زنده‌ها تقسیم کند. خاکستر (یا جسد) دفن می‌شد. در هشتمین روز سوگواری، خانواده قربانی‌های بیشتری را این بار روی زمین تقدیم خدایان می‌کردند. تصور می‌شد که سایه مردگان از دنیای زندگان به عالم اموات، عبور کرده‌است.
رومیان باستان بر این باور بودند که وقتی کسی می‌میرد، مرکوری، خدای پیام‌آور و راهنما و پسر زئوس را ملاقات می‌کند و به رودخانه استیکس برده می‌شوند، رودخانه‌ای که در اطراف جهان زیرین جریان دارد. در آنجا به راهنمای دیگر جهان اموات، خارون، باید هزینه‌ای پرداخت می‌کردند تا از رودخانه عبور کنند، جایی که سه داور جهان اموات، مینوس، رادامانتوس و ارکوس با آنها ملاقات و آنها را قضاوت می‌کردند. با این حال، رومیان باستان به لعنت ابدی اعتقاد نداشتند؛ بنابراین، پس از قضاوت، مردگان را اگر جنگجو یا قهرمان دیگری بود، به میدان‌های الیسیوم فرستادند، یا اگر یک شهروند عادی بود به دشت آسفودل می‌فرستادند. با این حال، اگر قضاوت می‌شد که فردی مرتکب جنایتی علیه جامعه شده‌است، باید به تارتاروس فرستاده می‌شد تا توسط خشمگین‌ها شکنجه شود تا زمانی که بدهی فرد به جامعه به‌طور کامل پرداخت شده باشد. در آن زمان آزاد می‌شد. هر سه منطقه از عالم اموات توسط پلوتون، برادر زئوس، اداره می‌شد. ارکوس خدایی از دنیای مردگان بود که مردم را به خاطر شکستن عهد مجازات می‌کرد.

### جادو و خرافات

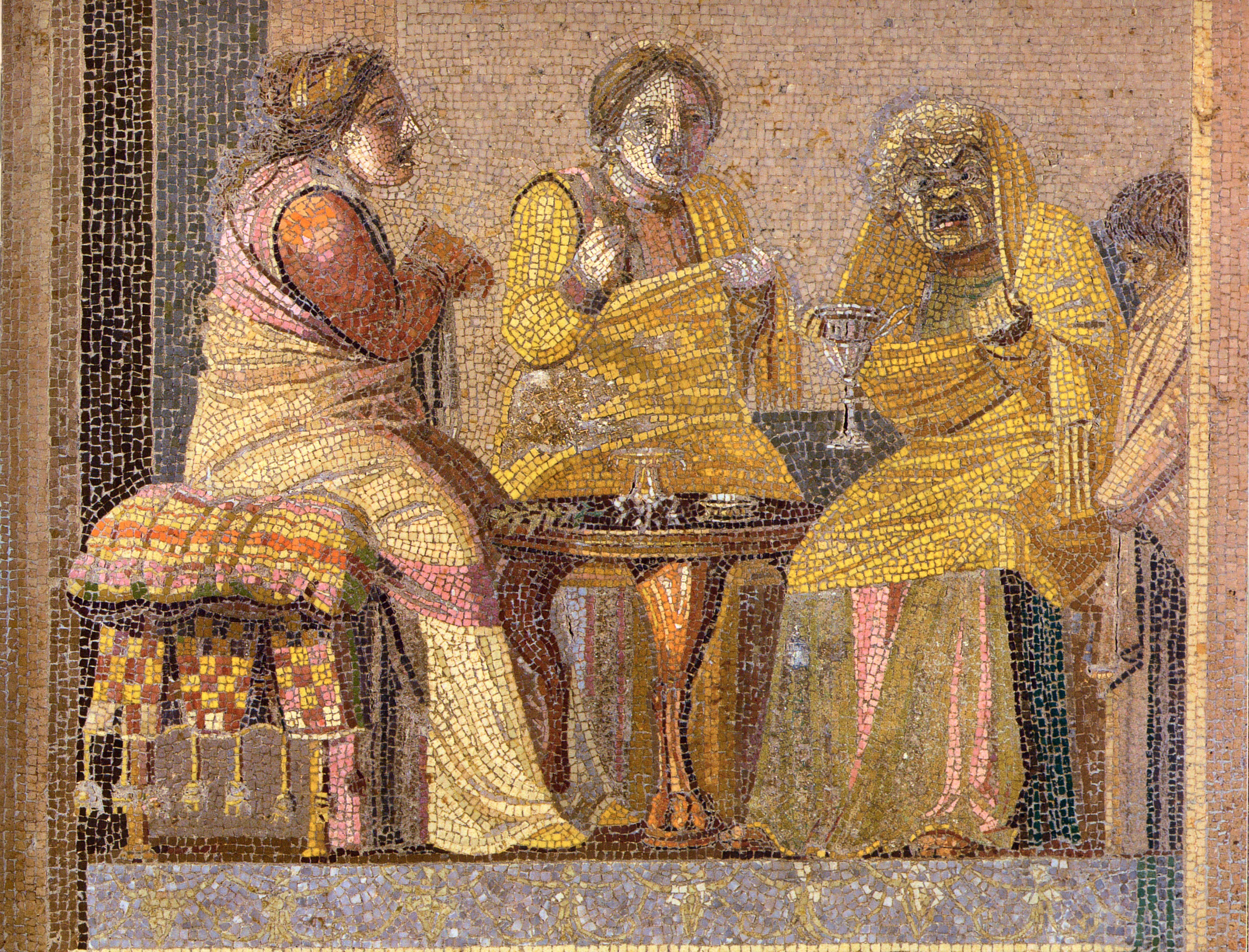
معرق‌کاری از پمپئی نشان‌دهنده شخصیت‌های نقابدار در صحنه‌ای از یک نمایشنامه: دو زن با یک جادوگر مشورت می‌کنند.

از خود گذشتگی و اشتیاق بیش از حد در عبادات دینی به معنای «انجام یا باور بیش از آنچه لازم بود» شمرده می‌شد، که زنان و خارجی‌ها به ویژه مستعد آن در نظر گرفته می‌شدند. مرز بین «religio» (دین) و «superstitio» (خرافات) به وضوح تعریف نشده‌است. طنز معروف لوکرتیوس، عقل‌گرای اپیکوری، علیه آنچه معمولاً به عنوان «خرافات» ترجمه می‌شود، در واقع «مذهب» افراطی را هدف قرار داده بود. دین رومی به جای ایمان یا باور، مبتنی بر دانش دانسته می‌شد، اما «خرافات» در واقع، به عنوان سوء استفاده از «دین» در نظر گرفته می‌شد.
باستان‌شناسی استفاده گسترده از طلسم‌ها، مانند لوح نفرین، پاپیروس جادویی یونان و عروسک‌های وودو را از دوران بسیار اولیه تأیید می‌کند. حدود ۲۵۰ مورد فقط از بریتانیای روم در هر دو محیط شهری و روستایی بازیابی شده‌است. اغلب کسانی که متوسل به این نوع طلسم‌های نفرین می‌شدند، به خاطر توهین یا طرد عشقی به دنبال انتقام بودند.

### زنان و ازدواج
جامعه روم مردسالار بود که در آن پدر یا شوهر نقش اصلی را هم در جامعه و هم در خانواده داشتند. مردان شهروند روم بودند، در حالی که زنان فقط از طریق اقوام مرد خود شهروند بودند. منش نیاکان، اقتدار پدران و تعهد شهروند نسبت به پاتر فامیلیاس («پدر خانواده» یا «مالک دارایی خانواده») را ایجاد می‌کرد. بزرگ خاندان وظایف یک کاهن را نسبت به لار و پنات خانگی خود، «جنیوس» (همزاد الهی) اجدادی خود و هر خدای دیگری که او یا خانواده‌اش به آنها وابسته بودند، را برعهده داشت.
زنان رومی در اکثر جشن‌ها و مراسم مذهبی حضور داشتند اما مشارکت فعال آنها در مراسم مذهبی محدود بود و به عنوان یک قاعده، زنان قربانی کردن حیوانات، آیین اصلی اکثر مراسم عمومی را انجام نمی‌دادند. از طرف دیگر علاوه بر کاهنی وستال‌ها، برخی از اعمال مذهبی فقط مختص زنان بود برای نمونه مناسک بونادئا شرکت مردان را به‌طور کامل حذف می‌کرد.
آولوس گلیوس (مرگ ۱۸۰ میلادی)، ادعا می‌کند که در زمان‌های قبلی در روم باستان، زنان «از ترس اینکه مبادا دست به یک عمل شرم آوری بزنند.» از نوشیدن شراب منع می‌شدند. پژوهش‌های مدرن نشان می‌دهد که اگر چنین ممنوعیتی وجود داشته باشد، به‌طور کلی شامل تمامی انواع شراب و زنان نمی‌شده‌است، بلکه برای زنان طبقات اشراف و «انواع خاص شراب‌های [قوی]» صدق می‌کند. مستی توسط اخلاق‌گرایان رومی مورد تأیید قرار نمی‌گرفت، اما زنان اشراف مسئولیت بیشتری در قبال شهرت خوب خانواده خود داشتند و از آنها انتظار می‌رفت که بهترین نمونه ممکن از عفت و پاکی زنانه باشند. مستی می‌تواند منجر به زنا شود، که برای زنان - اما نه برای مردان - به‌طور بالقوه یک جرم بزرگ بود.
ازدواج در روم باستان یک نهاد کاملاً تک‌همسری بود: طبق قوانین روم، یک شهروند رومی، چه مرد و چه زن، می‌توانست در هر زمان تنها یک همسر داشته باشد. تک‌همسری، یونانیان و رومی‌ها را از تمدن‌های باستان که در آن مردان نخبه معمولاً چندین همسر داشتند، متمایز می‌کرد. والتر شیدل استاد تاریخ باستان معتقد است که تک‌همسری یونانی-رومی ممکن است از مساوات‌خواهی نسبی نظام‌های سیاسی دولت‌شهرهای دمکراسی یونانی و جمهوری روم ناشی شده باشد. بعدها جنبه یک نهاد تک همسری توسط مسیحیت اولیه پذیرفته شد که به نوبه خود آن را به عنوان یک آرمان در فرهنگ غربی بعدی تداوم بخشید. در اوایل قرن پنجم، آگوستین از آن به عنوان یک رسم رومی یاد کرد.

## جشنواره‌ها

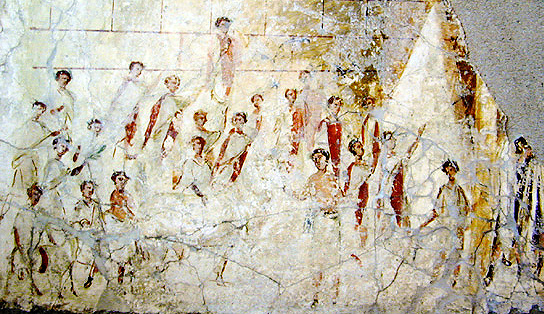
تصویری نقاشی‌شده و نادر از مردان رومی که توگا پوشیده و در مراسمی دینی شرکت کرده‌اند، که احتمالاً کامپیتالیا هست.

تقویم‌های رومی تقریباً چهل جشن مذهبی سالانه را نشان می‌دهند. برخی از آنها چندین روز، برخی دیگر یک روز یا کمتر به طول می‌انجامید. مقایسه تقویم‌های مذهبی رومی باقی‌مانده نشان می‌دهد که جشنواره‌های رسمی بر اساس گروه‌های فصلی وسیعی که سنت‌های مختلف محلی را مجاز می‌ساختند، سازماندهی شده‌اند. برخی از کهن‌ترین و محبوب‌ترین جشنواره‌ها برگزاری «لودی» یا انجام بازی‌هایی مانند ارابه‌رانی و اجرای تئاتر روم باستان را به همراه داشتند. برخی جشنواره‌ها ممکن بود فقط با حضور کاهنان رومی و پیروانشان یا گروه‌های خاص، مانند شرکت فقط زنان در مراسم بونادئا برگزار شوند.
تمامی جشنواره‌های عمومی بر طبق تقویم برگزار نمی‌شدند، بلکه ممکن بود جشنی به دلیل رویدادی برگزار شود. جشن تریومف از این جمله بود که یک ژنرال رومی به عنوان ادای نذر رومی پس از پیروزی جشنی برگزار می‌کرد. در اواخر جمهوری، نخبگان سیاسی برای پیشی گرفتن از یکدیگر در نمایش عمومی به رقابت پرداختند و در نتیجه برگزاری بازی یا «لودی» در یک جشن پیروزی به انجام رقابت‌های گلادیاتوری گسترش پیدا کرد. در زمان پرینکیپاته (دورهٔ اول امپراتوری روم)، تمام این نمایش‌های دیدنی تحت کنترل امپراتوری قرار گرفتند. امپراتوران به پرتجمل‌ترین آن‌ها یارانه پرداخت می‌کردند، و نمایش‌های کوچکتر به عنوان یک وظیفه مقدس و امتیاز برای ترفیع منصب در نظر گرفته می‌شد. این که این نمایش‌های پرشکوه حتی در دوران باستان متأخر چیزی از هالهٔ مقدس دین رومی را حفظ کرده بودند، با توصیه‌های پدران کلیسا مبنی بر اینکه مسیحیان نباید در آن شرکت کنند، مشخص می‌شود.
آیین مذهبی جشن پیروزی روم در هسته خود یک راهپیمایی مذهبی بود که در آن ژنرال‌های پیروز رومی تقوای خود و تمایل خود برای خدمت به مصالح عمومی را با اهدای بخشی از غنایم خود به خدایان، به ویژه ژوپیتر که مظهر حکومت عادلانه بودند، به نمایش می‌گذاشتند.
در امپراتوری بعدی تحت حکومت مسیحی، جشن‌های جدید مسیحی در چارچوب موجود تقویم رومی، در کنار حداقل برخی از جشن‌های سنتی گنجانده شد.

## معابد و زیارتگاه‌ها

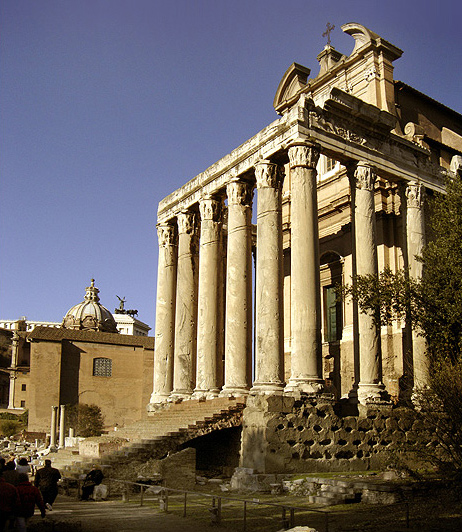
رواق معبد آنتونینوس و فاستینا که بعداً در یک کلیسا گنجانده شد.

همه شهرها با هر اهمیتی حداقل یک معبد اصلی و همچنین زیارتگاه‌های کوچکتر داشتند. در اتاق اصلی معبد (درون‌خانه) یا صلا تصویر خدای رومی کالت که معبد برای او نذر شده بود، قرار داشت و اغلب یک میز برای هدایا یا افشانشها و محراب کوچکی برای بخور دادن نیز در اتاق اصلی وجود داشت. نمازگزار عادی به ندرت وارد اتاق اصلی می‌شد و بیشتر مراسم عمومی در خارج ساختمان و در رواق با جمعیتی که در محوطه معبد جمع شده بودند انجام می‌شد.
توسعه ساختمان‌های معبد و زیارتگاه‌های درون‌شهری موجب به وجود آمدن مراکز سیاسی مهمی شد: معبد دیانا ظاهراً نشانگر تأسیس لیگ لاتین تحت رهبری سرویوس تولیوس بود. بسیاری از معابد در دوره جمهوری‌خواهان به عنوان ادای به عهد نذر توسط یک ژنرال رومی در ازای یک پیروزی ساخته شدند: اولین معبد شناخته شده رم برای آفرودیته توسط کنسول کوئینتوس فابیوس ماکسیموس گورگس (کنسول ۲۹۲ پیش از میلاد) در گرماگرم نبرد با جنگ‌های سامنیت در ۲۹۵ پ. م ساخته و تقدیم به این الهه شد.
در هنگام جنگ‌های پونی (۲۶۴–۱۴۶ پیش از میلاد)، زمانی که روم برای تثبیت خود به عنوان یک قدرت مسلط تلاش می‌کرد، بسیاری از معابد رومی جدید توسط رومیان برای انجام نذر دینی برای خدایی در جهت تضمین موفقیت نظامی ساخته شدند.

## دین و دولت

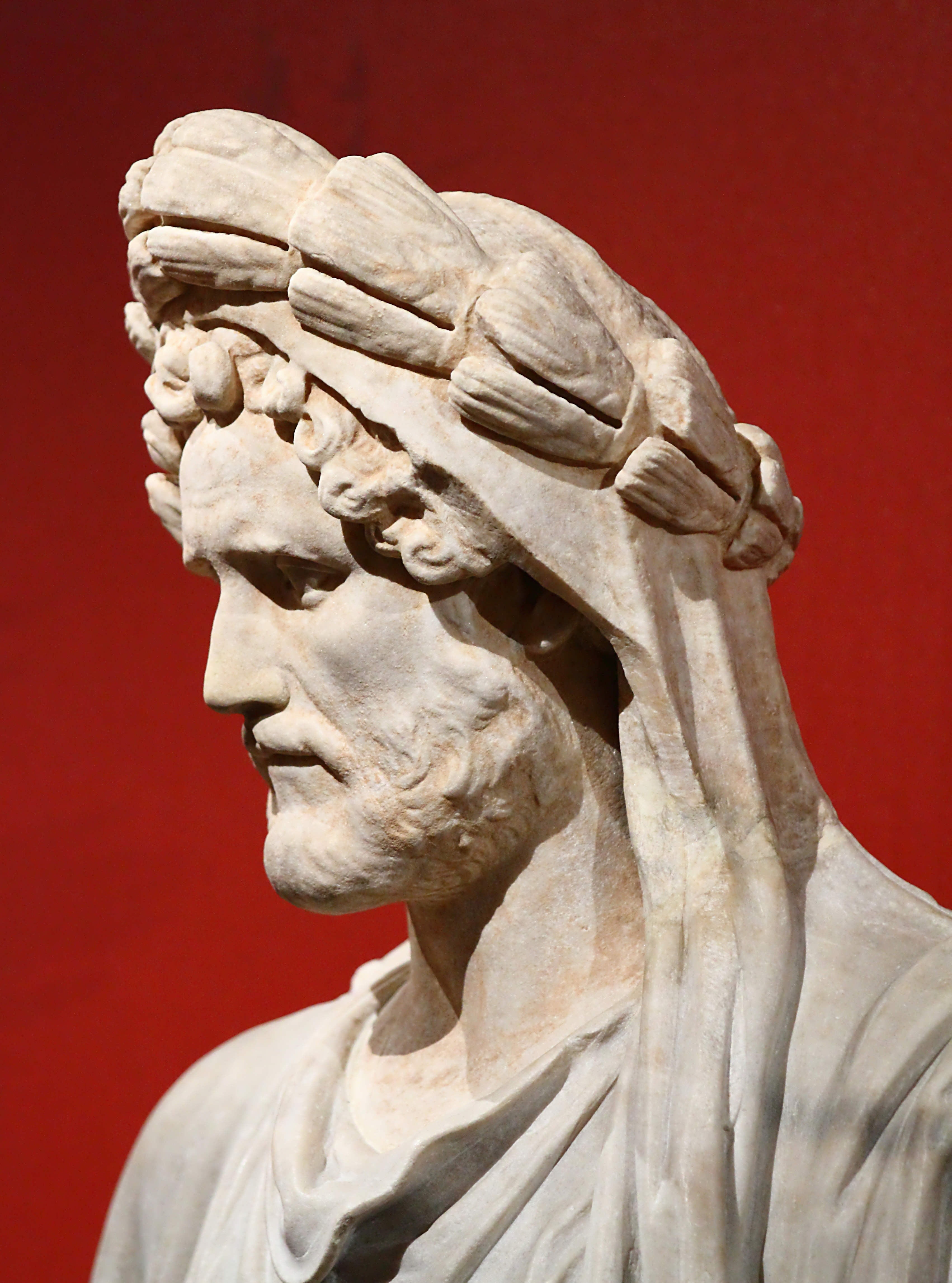
پرتره امپراتور آنتونینوس پیوس (حکومت ۱۳۸–۱۶۱ بعد از میلاد) در لباس آیینی به عنوان یک برادر اروال

دین یک امر روزمره و حیاتی، سنگ بنای سنت رومی و منش نیاکان بود و در نهایت توسط دولت روم و قوانین مذهبی اداره می‌شد. فیلسوف رومی سیسرون از نقش خود به عنوان یک کاهن در نهاد آگورها دفاع می‌کرد، زیرا او عقیده داشت که از این طریق سنت رومی را، که برای انسجام و ثبات اجتماعی و سیاسی دولت ضروری می‌دانست، حفظ می‌کند.
نیکولو ماکیاولی، فیلسوف سیاسی ایتالیایی، تأثیر نوما پمپیلیوس را در شکل‌دهی به جامعه و دولت روم بیشتر از رومولوس می‌داند و عقیده دارد که دین رومیان نقشی اساسی در انضباط سپاه و اتحاد مردم و تقویت نیکان و شرمنده کردن بدکاران داشته‌است. از دید ماکیاولی، نوما دین را «ضروری‌ترین ستون تمدن» می‌دانست، و پایه‌های دین را در روم چنان استوار ساخت که تا اواخر جمهوری روم خداپرستی در هیچ کشوری به‌اندازهٔ روم پایدار نبود. از دید او، دینی که نوما در روم رایج ساخت یکی از مهم‌ترین علل آبادی و رفاه آن کشور بود. او همچنین دین مسیحی را عامل ضعیف‌تر بودنِ مردمانِ عصر خودش از باستانیان می‌دانست، زیرا این دین پیروانش را برآن می‌دارد که به مال و جاه و افتخارات این‌جهانی بی‌اعتنا باشند، و انسان‌های فروتن و غرق در نظر و تأمل را به مردان سختکوش و فعال برتری می‌نهد و ایثار و تحقیر امور این‌جهانی را بزرگ‌ترین مواهب می‌شمرد، حال‌آنکه دین رومیان باستان این جهان را بسیار ارج می‌نهاد و تنها به مردانی از نوع سیاستمداران و فرماندهان سپاه که نام و آوازهٔ این‌جهانی یافته بودند جنبهٔ تقدس می‌بخشید، و دلیری و نیروی بدنی و قدرت روحی را بزرگ می‌داشت.
آپولیوس (تولد حدود ۱۲۴ میلادی) نویسنده و فیلسوف اهل رم در اثرش فلوریدا نوشته‌است:
اهمیت دادن به خدایان، که معنای «دین» است، باید در جریان زندگی جاری شود و بنابراین می‌توان فهمید که چرا سیسرون نوشته‌است که دین «ضروری» است. رفتار مذهبی - متعلق به عمل بود، نه تفکر. در نتیجه اعمال و رفتار مذهبی در هر کجا که مؤمنان بودند انجام می‌شد: در خانه‌ها، محله‌ها، انجمن‌ها، شهرها، اردوگاه‌های نظامی، گورستان‌ها، در خاک کشور، روی قایق‌ها. «هنگامی که مسافران پارسا از درختستان مقدس یا یک مکان مذهبی در راه عبور می‌کنند، برای نذر یا دادن نذری برای مدتی در آنجا توقف کرده و می‌نشینند. (آپولیوس، فلوریدا1.1)

قوانین دینی بر اساس اصل «من می‌دهم، تا شما (خدایان) ببخشید» بر یک نظام تشریفاتی و قربانی‌ها متمرکز بود که انتظار می‌رفت برکات الهی را به همراه بیاورد. عقیده بر این بود که «دین» مناسب و آبرومند، هماهنگی و رفاه اجتماعی را به ارمغان می‌آورد. «بی‌توجهی دینی» شکلی از خداناباوری به حساب می‌آمد: انجام دادن قربانی به شکل ناپاک و اجرای نادرست آیین‌ها و تشریقات خطاهای غیرقانونی بود، عبادت بیش از حد، هولناک کردن خدایان و طلب کردن علم الهی خرافه بود. عقیده بر این بود که هر یک از این انحراف‌های اخلاقی می‌تواند باعث خشم الهی شود و در نتیجه به دولت آسیب برساند. از رومیان از هر طبقه انتظار می‌رفت که به احسان و حمایت مافوق فانی و الهی از خود ارج و احترام بگذارند. آیین‌های مذهبی دولتی تقریباً همیشه در نور روز و در معرض دید عموم، توسط کاهنان که از طرف دولت روم و مردم روم عمل می‌کردند، انجام می‌شد. شرکت در مراسم عمومی نشان دهنده تعهد شخصی به جامعه و ارزش‌های آن بود.
فرقه‌های رسمی به عنوان یک رس پابلیکا (دارای منافع عمومی)، بودجه دولتی دریافت می‌کردند. فرقه‌های غیررسمی اما قانونی توسط افراد خصوصی تأمین مالی می‌شدند. تفاوت بین فرقه عمومی و خصوصی اغلب نامشخص است. همهٔ فرقه‌ها در نهایت مشمول تأیید و قوانین سانسور و پونتیفکس‌ها (کاهنان برجسته) بودند.

### دین و سیاست

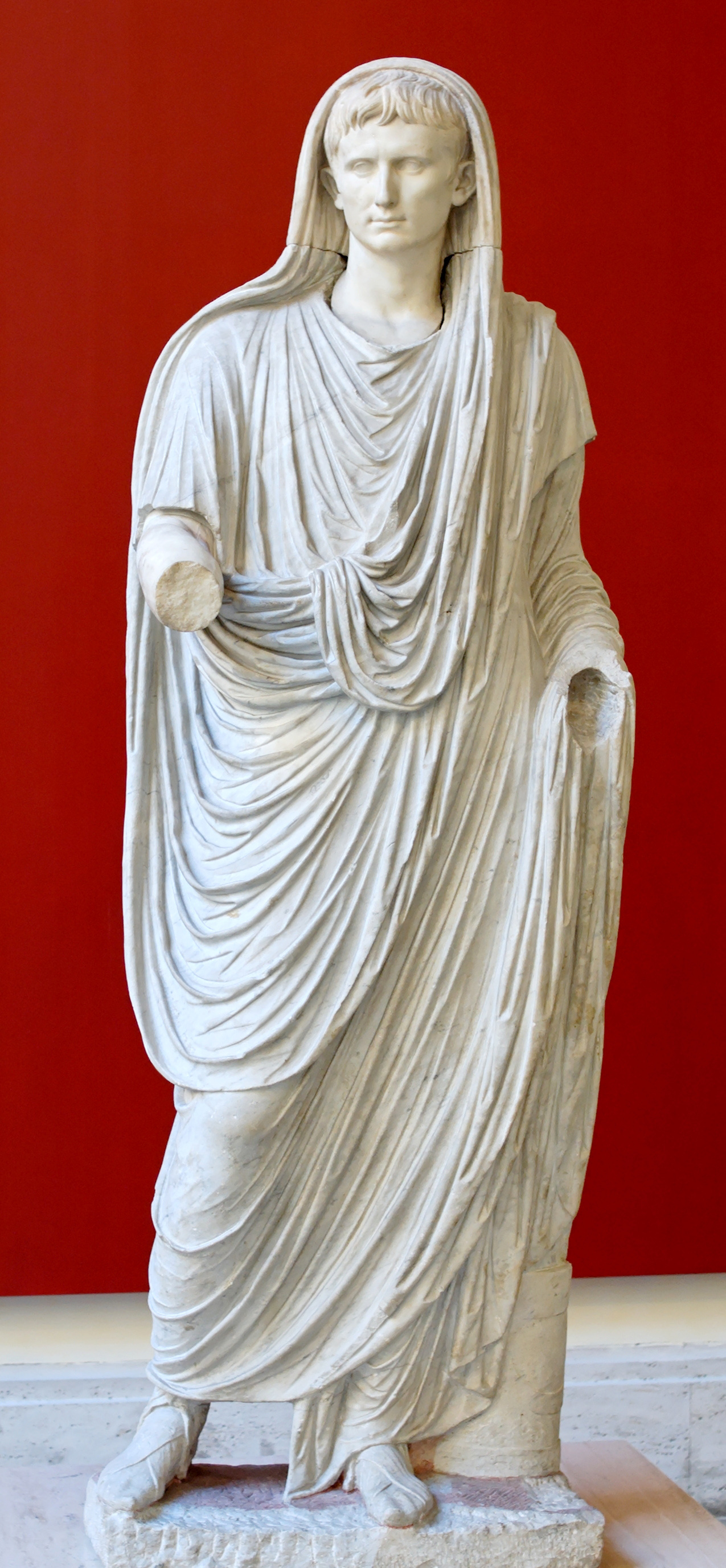
مجسمه آگوستوس امپراتور روم در نقش پونتیفکس ماکسیموس (کاهن اعظم)، با پوششی بر سرش برای قربانی کردن.

هیچ اصل مشابهی با جدایی دین از دولت در روم باستان وجود نداشت. در طول جمهوری روم (۵۰۹–۲۷ قبل از میلاد)، همان مردانی که کلانتر رومی بودند ممکن است به عنوان پیش‌گوی دینی و عضوی از کالج پونتیفکس نیز خدمت کنند. کاهنان ازدواج می‌کردند، خانواده تشکیل می‌دادند و زندگی فعال سیاسی داشتند. ژولیوس سزار قبل از انتخاب شدن به کنسولی روم مقام بالاترین منصب دینی دین رومی را برعهده داشت. حکومت، سیاست و مذهب روم تحت سلطه اشراف نظامی تحصیلکرده، مرد و زمیندار بود. سنای روم مراقب رابطه رومیان با الهیات بود.

#### وستال‌ها

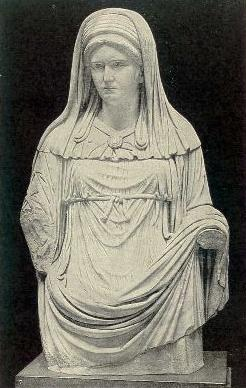
یک مجسمه رومی که باکره‌های وستال را به تصویر کشیده‌است.

باکره‌های وستال کاهنان عمومی متشکل از شش زن بودند که به ترویج ایزد بانو وستا، الهه آتش مقدس وستا اشتغال داشتند. دختری که به عنوان وستال انتخاب می‌شد، به تمایز مذهبی، موقعیت عمومی و امتیازات منحصر به فردی دست می‌یافت و می‌توانست نفوذ سیاسی قابل توجهی را اعمال کند. با ورود یک وستال به معبد، او از قیمومت پاتر فامیلیاس آزاد می‌شد. در جامعه باستانی روم، این کاهنان تنها زنانی بودند که لازم نبود تحت قیمومیت قانونی یک مرد باشند، در عوض مستقیماً به پونتیفکس ماکسیموس پاسخ می‌دادند. برخلاف کاهنان مرد، وستال‌ها از تعهدهای سنتی ازدواج و بچه‌آوری آزاد بودند و ملزم به عهد پاکدامنی بودند که به شدت اجرا می‌شد: وستالی که در زمان مسئولت عفت خود را از دست می‌داد، زنده به گور می‌شد. بنابراین افتخار استثنایی که به وستال اعطا می‌شد، مذهبی بود تا شخصی یا اجتماعی. امتیازهای او ایجاب می‌کرد که او خود را وقف انجام وظایفش کند زیرا این وظایف برای امنیت روم ضروری دانسته می‌شد. وستال‌ها پیوندی عمیق بین فرقه خانگی و زندگی مذهبی جامعه برقرار می‌کردند. هر صاحب خانه می‌توانست آتش خانه خود را با استفاده از شعله مقدس وستا دوباره روشن کند. وستال‌ها از لارس (خدای پشتیبان خانه) و دی پناتس (خدایان محافظ آذوقه) ایالت‌ها مراقبت می‌کردند که معادل آنهایی بودند که در هر خانه نگهداری می‌شد. آنها علاوه بر جشنواره خودشان در وستالیا، مستقیماً در مراسم پریلیا، پارنتالیا و فوردیکدیا شرکت می‌کردند و به‌طور غیرمستقیم در هر آیین رسمی نقش داشتند. از جمله وظایف آنها تهیه «مولا سالسا» - آرد مخلوط شده با نمک - بود که بر روی هر قطعه از قربانی پیش از آتش زدن آن پاشیده می‌شد.
اصلاحات مذهبی امپراتور آگوستوس باعث افزایش بودجه و اعتبار عمومی وستال‌ها شد. آنها در بازی‌ها و تئاترها جایگاهی بلند مرتبه داشتند. امپراتور کلودیوس آنها را به عنوان کاهنان آیین خدایی همسر آگوستوس، لیویا دروسیلا (۵۸ پیش از میلاد – ۲۹ میلادی) منصوب کرد.

### کاهنان عمومی و قوانین مذهبی
روم هیچ طبقه اجتماعی جداگانه‌ای برای کاهنان نداشت. بالاترین مقام در یک جامعه معمولاً از فرقه‌های مذهبی و قربانی‌های آن حمایت می‌کرد و به عنوان کاهن نیز به آن جامعه خدمت می‌کرد. متخصصان کالج‌های مذهبی و متخصصانی مانند هاروسپکس و وخشور‌ها برای مشاوره در دسترس بودند. در خانواده، «پدرخانواده‌ها» به عنوان کاهن و اعضای «خانواده» او به عنوان دستیاران او عمل می‌کردند. اولین کاهنان عمومی احتمالاً فلامن‌ها بودند که به وجود آمدن آن به پادشاه نوما نسبت داده می‌شد: به‌طور کلی پانزده فلامن در روم وجود داشت. فلامن‌های اصلی که به ژوپیتر، مارس و کویرینوس اختصاص داشتند، به‌طور سنتی از خانواده‌های پاتریسی‌ها (ساکنان اصلی و لاتین‌تبار) انتخاب می‌شدند. دوازده فلامن کوچکتر و غیراصلی هر کدام به یک خدا اختصاص داده شده بودند. قدرت و اختیار مدنی فلامن‌ها محدود بود. فلامن ژوپیتر به‌طور خاص عملاً هیچ ظرفیتی برای تبدیل شدن به یک حرفهٔ سیاسی یا نظامی نداشت.
در عصر پادشاهی روم، یک «رکس ساکروم» (پادشاه مناسک مقدس) بر مراسم سلطنتی و دولتی همراه با شاه یا در غیاب او نظارت می‌کرد و جشن‌های عمومی را اعلام می‌کرد. او اقتدار مدنی کمی داشت یا اصلاً نداشت. با الغای سلطنت، قدرت و نفوذ «پونتیفکس ماکسیموسهای» جمهوری‌خواه (پاپ‌ها) افزایش یافت. در اواخر دوره جمهوری‌خواهان، فلامن‌ها توسط کالج پونتیفکس (کالج پاپ‌ها) نظارت می‌شدند. «رکس ساکروم» به کاهنی نسبتاً کم‌اهمیت با عنوانی کاملاً نمادین تبدیل شده بود. وظایف مذهبی او همچنان شامل اعلام اعیاد و جشن‌ها بود، اما مهم‌ترین نقش کاهنی او، نظارت بر باکره‌های وستال و آداب و رسوم آنها بود که بعداً این نقش نیز به دست «پونتیفکس ماکسیموس» که از نظر سیاسی قدرتمندتر و تأثیرگذارتر بود، افتاد.

### دین و ارتش

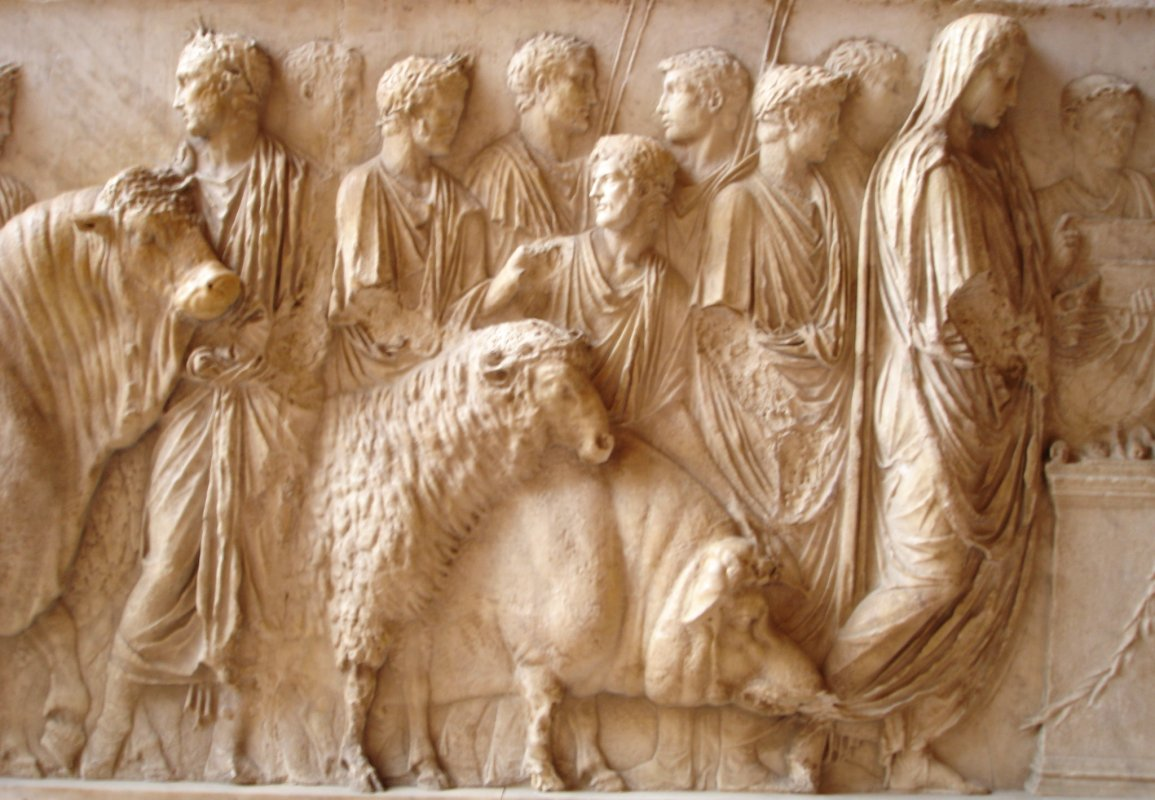
نقش برجسته‌ای از ستون تراژان که اجرای رسم سوووتاوریلا که هدایت یک قوچ، یک گراز و یک گاو نر را به طرف محراب به جهت قربانی کردن، در یک اردوگاه نظامی به تصویر کشیده شده‌است.

موفقیت نظامی از طریق ترکیبی از ویرتوس (تقریباً «فضیلت مردانه») شخصی و جمعی و اراده الهی حاصل می‌شد. فقدان ویرتوس، سهل‌انگاری مدنی یا خصوصی در دین بود. «خرافات» خشم الهی را برمی‌انگیخت و به فاجعه نظامی منجر می‌شد. موفقیت نظامی سنگ محک رابطهٔ ویژه با خدایان و به ویژه ژوپیتر بود. ژنرال‌های پیروز مانند ژوپیتر لباس می‌پوشیدند و افتخارات پیروزی خود را به پای او می‌گذاشتند.
اردوگاه‌های رومی از یک الگوی استاندارد برای مناسک مذهبی پیروی می‌کردند. در واقع آنها رُم در مقیاس مینیاتوری بودند. مقر فرماندهی در مرکز اردوگاه قرار داشت. در هر اردوگاه، زیارتگاهی وجود داشت. به نظر می‌رسد مهم‌ترین پیشکش اردوگاهی اهدای قربانی در رسمی به نام سوووتاوریلا بوده‌است که قبل از یک نبرد بزرگ انجام می‌شده‌است. یک قوچ، یک گراز و یک گاو نر به‌طور آیینی آراسته می‌شدند و به محیط بیرونی اطراف اردوگاه هدایت می‌شدند و از دروازه عبور می‌کردند، سپس قربانی می‌شدند. ستون تراژان در شهر رُم سه رویداد از این قبیل را از جنگ‌های داکیایی نشان می‌دهد.
هر اردوگاه پرسنل مذهبی خود را داشت. پرچمداران، افسران کاهن و دستیاران آنها، از جمله هاروسپکس، و نگهبانان حرم‌ها و تصاویر درون حرم. یک قاضی-فرمانده ارشد (گاهی حتی یک کنسول) ریاست آن را بر عهده داشت و زنجیره‌ای از زیردستان اردوگاه را اداره می‌کردند و یک سیستم خشن و سختگیرانه آموزش و انضباط تضمین می‌کرد که هر شهروند-سرباز وظیفهٔ خود را می‌داند.
والاترین پیشکشی که یک ژنرال رومی می‌توانست انجام دهد «دوتیو» بود به این معنی که قول می‌داد که جان خود را در نبرد با دشمن به عنوان پیشکشی به خدایان جهان زیرین تقدیم کند. لیوی شرح مفصلی از «دوتیو» که توسط پابیلوس دسیوس ماس (کنسول ۳۴۰ پیش از میلاد) انجام شد، ارائه می‌دهد. پسر و نوه او همگی با نامی مشابه، پابیلوس دسیوس ماس (کنسول ۳۱۲ پیش از میلاد) و پابیلوس دسیوس ماس (کنسول ۲۹۷ پیش از میلاد)، نیز خود را وقف خدایان کردند.

## تاریخ دین روم

### اوایل دوره جمهوری

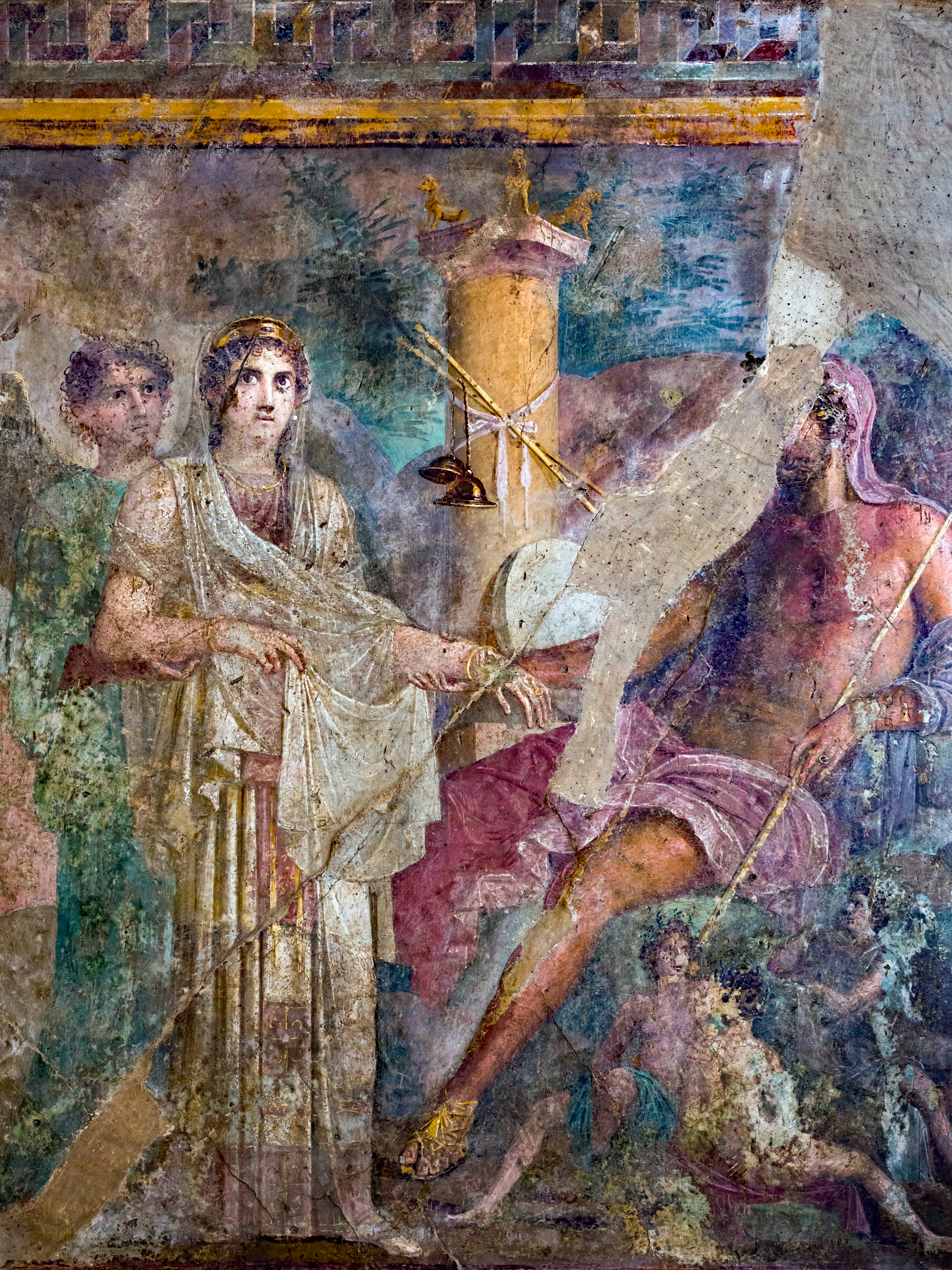
عروسی ژوپیتر پادشاه خدایان و یونو، ملکه آسمان و الهه ازدواج و زنان. نقاشی دیواری در پمپئی

در پایان دوره پادشاهی روم، شهر رم به یک دولت‌شهر تبدیل شده بود. شهر با همسایگان خود معاهده‌های تجاری و سیاسی داشت. در ارتباط با تمدن اتروسک (قوم باستانی ایتالیا)، معبدی که ایزدبانو مینرو (حامی تجارت) اختصاص داشت در تپه آونتین ساخته شد. این ایزدبانو بخشی از خدایان سه‌گانه جدید رم ژوپیتر، یونو و مینرو شد.
توافق دیپلماتیک رم با همسایه‌اش لاتیوم، (منطقه زندگی لاتین‌ها)، لیگ لاتین را برقرار کرد و آیین ایزدبانوی شکار دیانا را از آریچا به تپه آونتین رم آورد و موجب ساخته شدن معبد دیانا در این تپهٔ شهر رُم شد. تقریباً در همان زمان، معبد ژوپیتر بر روی کوه آلبان هیلز ساخته شد، که شباهت سبک آن به معبد جدید کاپیتولین به سلطهٔ فراگیر رم اشاره دارد. وابستگی رم به لاتین‌ها اجازهٔ فعالیت دو فرقهٔ لاتین را در «داخل مرز مذهبی رم» موجب شد. فرقهٔ هرکول با مرکزیت «محراب بزرگ هرکول» در منطقه فروم بواریوم از طریق ارتباطات تجاری با تیولی ایتالیا ایجاد شد. یک فرقه توسکولومی به نام کاستور و پولوکس (سران دوقلوی زئوس) به عنوان حامی سواره نظام، مقری نزدیک به منطقهٔ فروم رم پیدا کرد. ایزدبانو یونو از شهر پالسترینا به رم آورده شدند همچنین در سال ۲۱۷، مجسمه ونوس از شهر اریکس سیسل به رم آورده شد و در معبدی در تپه کاپیتولین نصب شد.

### از اواخر دوره جمهوری تادورهٔ اول امپراتوری روم
معرفی خدایان جدید یا مشابه با خدایان رومی با مهم‌ترین حمله‌های نظامی تهاجمی و تدافعی روم همزمان شد. لیوی (مرگ ۱۷ میلادی) فجایع اتفاق افتاده در دومین جنگ کارتاژ را به رشد فرقه‌های خرافی، اشتباه در نحوه انجام فال و بی‌توجهی به خدایان سنتی روم نسبت داد و عقیده داشت که خشم خدایان از طریق شکست روم در نبرد کانای (۲۱۶ قبل از میلاد) مستقیماً ابراز شده‌است.
همان‌طور که خود روم ادعای لطف خدایان را داشت، برخی از رومیان نیز چنین ادعایی را مطرح می‌کردند. در اواسط تا اواخر دوران جمهوری، بسیاری از قبایل برجسته روم به جد الهی یا نیمه الهی خود اذعان داشتند. به ویژه در اواخر جمهوری، خاندان یولی ادعا داشتند که از نسل ونوس هستند. داشتن نسب از خدایان به یکی از پایه‌های فرقه امپراتوری روم تبدیل شد.
سیسل اوندهایم استدلال کرده‌است که با آثار چاپ شده به عنوان «ادیان روم»، توسط پژوهشگران تاریخ روم، مری برد، جان نورث و سایمون پرایس روایت تثبیت شده انحطاط مذهبی در اواخر دوره جمهوری روم از بین رفت و راه برای دیدگاه‌های نوآورانه و پویاتر باز شد. در اواخر جمهوری، مناصب مذهبی و سیاسی بیشتر در هم تنیده شدند. آگوستوس شخصاً دارای قدرت فوق‌العاده سیاسی، نظامی و قدرت‌های کاهنی؛ ابتدا به‌طور موقت، سپس برای تمام عمر بود. او تعداد بی‌سابقه‌ای از مقام‌های کاهنی اصلی روم، از جمله پونتیفکس ماکسیموس را به دست آورد یا به او اعطا شد. برجسته‌ترین اصلاحات دینی او عبارت بودند از ارتقاء (و عضویت) او در برادران آروال، ترویج به موقع جشن کامپیتالیا کمی قبل از انتخابش و حمایت او از باکره‌های وستال به عنوان بازسازی مشهود اخلاق رومی.

### دوره امپراتوری روم

نقشه متحرک از جمهوری و امپراتوری روم طی سال‌های ۵۱۰ قبل از میلاد مسیح تا ۵۳۰ بعد از میلاد مسیح
جمهوری روم
امپراتوری روم
امپراتوری روم شرقی
امپراتوری روم غربی

#### اصلاحات دینی و قوانین اخلاقی آگوستوس
در اواخر جمهوری، جنگ‌های داخلی به تغییراتی در هر سطحی از جامعه روم منجر شد. آگوستوس در دورهٔ اول امپراتوری روم صلح را برقرار کرد و زندگی مذهبی روم را به طرز ماهرانه‌ای دگرگون یا در ایدئولوژی جدید امپراتوری بازسازی کرد. تحت حکومت نخستین امپراتور روم، آگوستوس، کارزاری عمدی برای بازگرداندن نظام‌های اعتقادی پیشین در میان جمعیت روم وجود داشت. این عقاید و آرمان‌ها که زمان‌های قدیم وجود داشتند تا آن زمان فرسوده و با بدبینی مواجه شده بودند. امپراتوری بر بزرگداشت مردان بزرگ و رویدادهایی که به مفهوم و عمل پادشاهی الهی منعطف می‌شد، تأکید داشت. امپراتوران پس از آگوستوس متعاقباً منصب کاهن اعظم (پونتیفکس ماکسیموس) را داشتند که هر دو برتری سیاسی و مذهبی را تحت یک عنوان ترکیب می‌کرد.
در سال ۱۸ قبل از میلاد، امپراتور آگوستوس توجه خود را به مشکلات اجتماعی در روم معطوف کرد. اسراف و زنا بسیار گسترده بود. در میان طبقات بالا، ازدواج به‌طور فزاینده ای نادر بود و بسیاری از زوج‌هایی که ازدواج می‌کردند بدون فرزند بودند. آگوستوس که امیدوار بود از این طریق اخلاق، بتواند موجب افزایش تعداد نفرات طبقات بالا در روم و جمعیت ایتالیایی‌های بومی در امپراتوری شود، قوانینی را برای تشویق ازدواج و بچه‌دار شدن، از جمله مقررات تنبیهی برای زنا به عنوان جرم و در مقابل جوایزی را برای ازدواج و فرزندآوری ارائه کرد. برای جرم زنا در قانون مجازات تبعید و مصادره اموال تعیین شد.
آگوستوس به ارزش‌های اجدادی مانند تک‌همسری، عفت و تقوا (فضیلت) معتقد بود؛ بنابراین، او تعدادی اصلاحات اخلاقی و سیاسی را — در قالب قوانین لکس یولیا و پاپیا‏ — به منظور بهبود جامعه روم و تدوین یک حکومت و سبک زندگی جدید رومی ارائه کرد. اساس هر یک از این اصلاحات احیای دین سنتی روم در ایالت بود. آگوستوس همچنین قوانین طلاق را اصلاح کرد تا آنها را بسیار سخت‌تر کند. قبل از این، طلاق نسبتاً رایگان و آسان بود. علاوه بر این، پس از اصلاحات آگوستوس، زنای محصنه به جای یک جرم شخصی به یک جرم مدنی تبدیل شد. به عبارت دیگر، تبدیل به جرم علیه دولت شد، به این معنی که دولت (نه فقط شوهر) می‌تواند زناکار را در صورت وجود مدارک زنا به دادگاه بکشاند. مجازات زنا شامل تبعید می‌شد، یا در شرایطی پدر یک دختر زناکار می‌توانست دخترش زناکار را بکشد. پس از این قانون جدید، دختر آگوستوس، ژولیا، به دلیل زنا تبعید شد.

#### فرقه امپراتوری روم

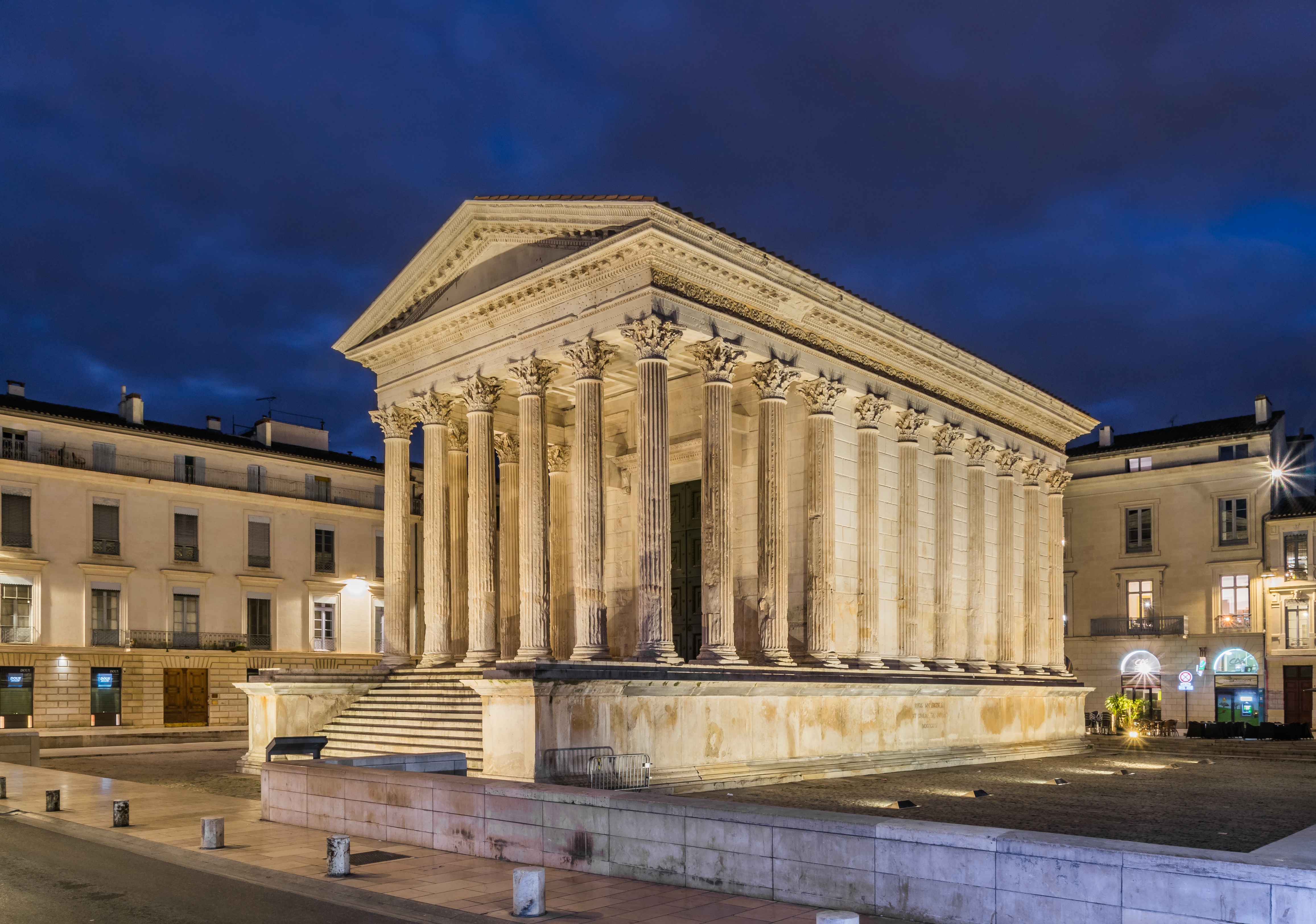
معبد مایسون کاری در نیم (شهر)، یکی از بهترین‌های حفظ شده معبد رومی. این یک معبد استانی آگوستوس با اندازه متوسط متعلق به فرقه امپراتوری است.

فرقه امپراتوری روم یا پرستش امپراتورها و خانواده‌های آنها به عنوان خدا، با مرگ ژولیوس سزار در سال ۴۴ قبل از میلاد آغاز شد، زمانی که دولت روم او را «دیووس» یا خدا اعلام کرد. ژولیوس سزار اولین و آخرین رومی که به نام «دیووس» (خدای) زنده شناخته شد.
اندیشه خدا دانستن امپراتور در زمان نخستین امپراتور روم آگوستوس (مرگ در ۱۴ پس از میلاد) نیز مطرح شد اما او در برابر تلاش‌های مجلس سنا برای نامیدن او به عنوان خدا در دوران سلطنتش مقاومت کرد، زیرا او خود را «پسر خدا» می‌دانست نه خود خدا. آگوستوس در پایان امپراتوری خود دستگاه سیاسی روم — و بیشتر فرقه‌های مذهبی آن — را در سیستم حکومتی «اصلاح شده» و کاملاً یکپارچه خود تصاحب کرد. پس از مرگ او، سنای روم به او عنوان خدایی داد که افتخاری بود که برای بسیاری از جانشینان او نیز اعطا شد. البته چند استثنا وجود داشت، به ویژه، تیبریوس (ح ۴۲ پیش از میلاد–۳۷ میلادی)، کالیگولا (ح ۳۷–۴۱ میلادی)، نرون (ح ۵۴ تا ۶۸ میلادی) و دومیتیان (ح ۸۱ تا ۹۶ میلادی)، که برای دریافت این افتخار، بسیار نفرت‌انگیز در نظر گرفته شدند. کالیگولا و نرون خود را خدایان زنده می‌دانستند در حالی که دومیتیان خود را تناسخ هرکول می‌دانست.
در روم، آیین دولتی، یک امپراتور زنده و حکومت او را مورد تأیید الهی و قانون اساسی می‌دانست. در روم امپراتور یک خدای (دیووس) زنده نبود، بلکه پدر کشورش (پاتر پاتریا) و بزرگ‌ترین کاهن روم بود. در بحران‌های در ارتباط با سلطه، عناوین و افتخارات امپراتوری چند برابر شد و در زمان دیوکلتیان به اوج رسید. امپراتوران قبل از او تلاش کرده بودند آیین‌های سنتی را به عنوان هسته اصلی هویت و رفاه رومی تضمین کنند. سرپیچی از فرقه امپراتوری، دولت را تضعیف می‌کرد و خیانت بود. فرقه امپراتوری به اتحاد امپراتوری وسیع روم کمک کرد. دیوکلتیان در سال ۳۰۲ به دلیل اینکه آیین مانوی یک فرقه ایرانی بود که می‌توانست ارزش‌های اخلاقی رومیان میهن‌پرست را به خطر بیندازد، ممنوع کرد.

## دوره زوال دین رومی

### بحران قرن سوم
مورخان ۵۰ سال از ۲۳۵ تا ۲۸۴ پس از میلاد را بحران قرن سوم می‌نامند. به نظر می‌رسید امپراتوری در این دوره در حال فروپاشی است و وجود آن در خطر جدی قرار داشت. بلایای طبیعی نیز تلفات ویرانگری داشت. وقوع دو همه‌گیری طاعون جمعیت زیادی را از برخی شهرهای بزرگ از بین برد. خشکسالی به‌طور جدی بهره‌وری کشاورزی مورد نیاز را کاهش داد. در نتیجه، فاجعه اقتصادی به دنبال داشت.‏

#### مشروعیت الهی
در طول سلطنت امپراتور اورلیان (ح. ۲۷۰–۲۷۵ م) آیین سول اینویکتوس («خورشید شکست‌ناپذیر / تسخیرناپذیر») به عنوان آیین خانوادگی او ترویج شد. این فرقه مفاهیمی از ژوپیتر، آپولون و هلیوس را نیز در خود جای داده‌است. سول اینویکتوس با یک فرقه نظامی محبوب دیگر، فرقه میترائیسم ادغام شد. آرمان‌های اورلیان را می‌توان در «یک خدا، یک امپراتوری» خلاصه کرد.
اندکی پس از اورلیان، دیوکلتیان امپراتور روم شد. او به عنوان بخشی از نظام حکومت چهارسالاری که ایجاد کرده بود، خود و همکار امپراتوری‌اش ماکسیمیان را «آیویوس» و «هرکولیوس» (ژوپیتر و هرکول) نامید. این امر باعث شد که امپراتوران روم به عنوان خدایان در میان انسان‌ها شناخته شوند. این تلاشی برای ایجاد مشروعیت الهی بود که نمی‌توانست از هیچ ادعای سلسله‌ای سرچشمه بگیرد، بنابراین هر غاصب بالقوه را از طریق هیبت محض منصرف می‌کرد. در اینجا، در دهه‌های قبل از عروج کنستانتین، تمایل فزاینده ای برای مشروعیت طلبی به عنوان حاکم از یک مرجع الهی پس از ویرانی روش‌های سلسله ای پیش از قرن سوم مشاهده می‌شود.
در طول بحران قرن سوم، امپراتوری روم با مشکلات متعددی مواجه شد و مشروعیت حکومت روم تحت فشار قرار گرفت و بار چنین امپراتوری وسیعی آشکار شد. با کاهش قدرت و مشروعیت امپراتورها، شهروندان امپراتوری بیش از هر زمان دیگری ایمان خود را به سول اینویکتوس، میترا و مسیح آغاز کردند، و پانتئون سنتی مورد تأیید نخبگان رومی را رد کردند و به دنبال فلسفه اخلاق و اقتدار مذهبی به عنوان یک واحد بودند. افزایش تعداد خدایان مانند ورود روزی‌دهندگان دینی است به این معنا که توانایی دین را در مشروعیت بخشیدن به دولت کاهش می‌دهد. از آنجا که یک دین چندخداپرست دارای خدایان متعدد است، مردم در وفاداری‌های خود تقسیم می‌شوند (مانند ادیان متعدد)، در نتیجه قدرت هر یک از خدایان (و در نتیجه، نمایندگان سکولار آن خدا) برای اعطای مشروعیت به خدا کاهش می‌یابد. در مقابل، دینی مانند مسیحیت مستلزم پرستش خدای واحدی است که قدرتش در مشروعیت بخشیدن به حاکم، لزوماً متمرکزتر است. برانکو میلانوویچ نوشته‌است که همچنین به نظر می‌رسد که مزایا از هر دو طرف برخوردار است. اگر یکتاپرستی به رهبران سیاسی کمک می‌کند تا مشروعیت پیدا کنند، مقام‌های سیاسی نیز همچنین به گسترش ادیان یکتاپرستی از طریق تسخیر و تغییر مذهب دادن مناطق تسخیر شده کمک می‌کنند. اعتقاد به خدای واحد به جای پذیرش خدایان متعدد، بهره‌مند شدن امکان استفاده از یکتاپرستی را به عنوان ابزاری برای کنترل اجتماعی و سیاسی در سطح فراملی و ظهور هویت‌های مذهبی به عنوان عنصری کلیدی در سازمان اجتماعی به وجود می‌آورد.

## نفوذ ادیان خارجی

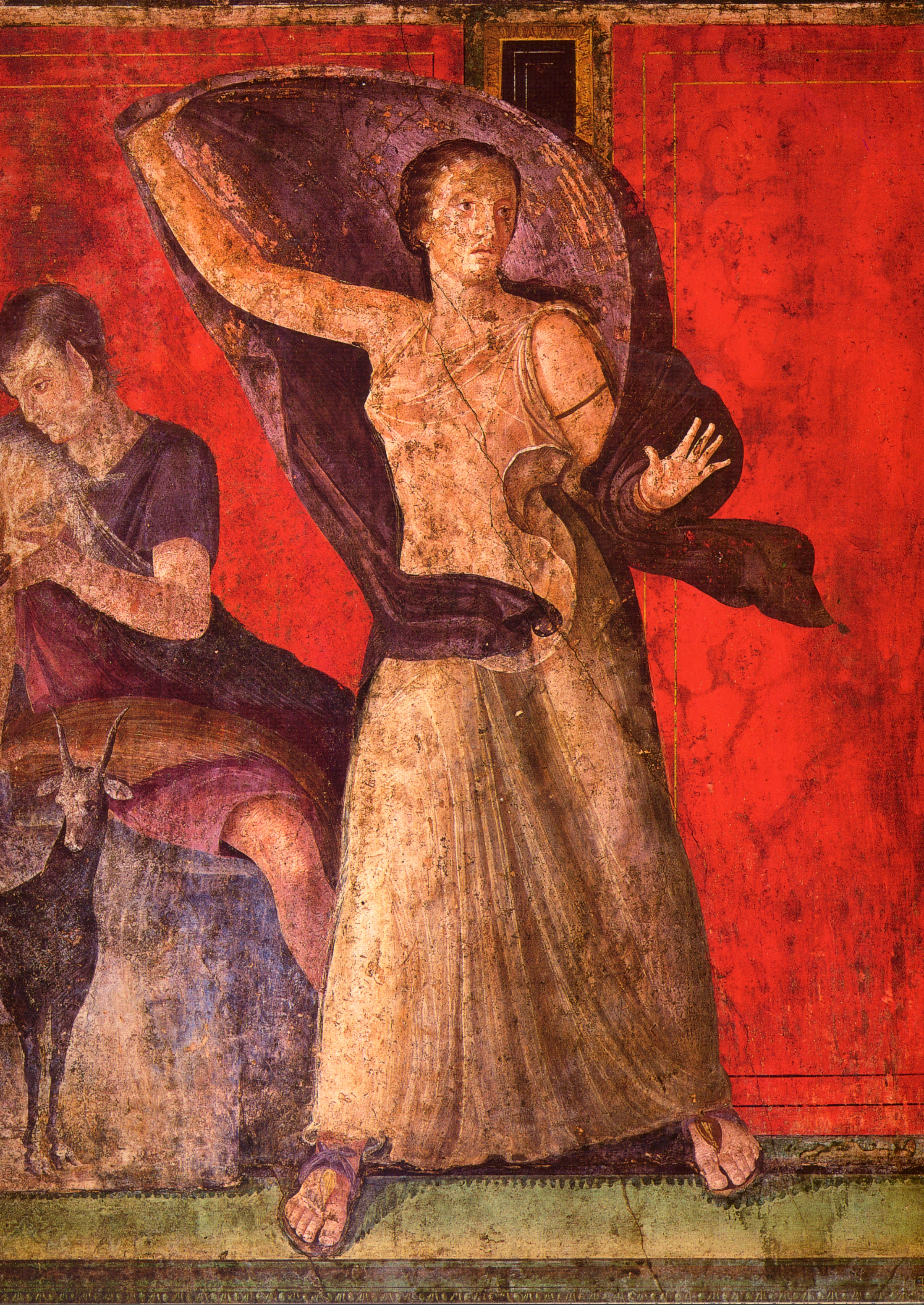
شخصیت زن، محجبه و به ظاهر نگران، از یک نقاشی دیواری که معمولاً به عنوان روایتی از فرقه اسرارآمیز توصیف می‌شود. تقریباً «هیچ توافقی در مورد نحوه عملکرد آن در جزئیات وجود ندارد». از «ویلای اسرار» پمپئی

در اوج امپراتوری، پرستش خدایان بین‌المللی متعددی در روم رواج پیدا کرد. ایزیس از مصر، اپونا از سلت و خدایان یگانه‌گرایی خورشید مانند میترا و سول اینویکتوس، که تا شمال بریتانیای روم پرستش می‌شدند. رومی‌هایی که به‌طور فزاینده ای اجدادی از جاهای دیگر امپراتوری داشتند، جذب فرقه‌های اسرارآمیز یونانی-رومی وارداتی می‌شدند. این دین‌ها آغازگر باور به رستگاری در زندگی پس از مرگ بودند. آیین ایزیس، الهه مصری، در آغاز قرن اول امپراتوری را فرا گرفت. آیین میترا، خدای خورشید ایرانی، برای سربازان محبوبیت خاصی پیدا کرد (و برای امپراتوری مفید بود زیرا شجاعت را آرمانی می‌کرد). از آنجایی که رومیان هرگز موظف به ترویج دادن تنها یک خدا یا تنها یک فرقه نبودند، تحمل مذهبی به این معنا که در سیستم‌های یکتاپرستی مطرح است، برای آنان مسئله‌ای به‌شمار نمی‌آمد.
ادیان شرقی که به کالت نیز معروفند، از طریق یونان به روم آمدند. جهان یونان با فتوحات اسکندر مقدونی در قرن چهارم قبل از میلاد به شدت گسترش یافت. با پیشروی ارتش اسکندر تا هند، تماس با فرهنگ‌ها و مذاهب جدید رایج‌تر شد. در طول قرن‌های بعد، این تأثیرات فرهنگی و مذهبی شروع به نفوذ به دنیای قدرتمند روم کرد. در زمان امپراتوری روم، سیبل، ایزیس و میترا نقش مهمی در دین در روم باستان ایفا کردند. پرستندگان آنها فراتر از روم و تا بریتانیا و دریای سیاه امتداد داشتند. برای سه خدا با چنین هویت‌های متمایز، شباهت‌های قابل توجهی نیز بین فرقه‌های آنها وجود داشت. هر فرقه شامل آداب تشرف به دین پیچیده‌ای بودند که به نام «اسرار» نیز شناخته می‌شد. همچنین در نمادگرایی و شیوه‌های پیشگویی مشابهتی وجود داشت. اما چیزی که واقعاً این سه فرقه را به هم نزدیک کرد این واقعیت بود که همه آنها رستگاری و نجات شخصی را در ازای عبادت اختصاص داده شده به یک خدا ارائه می‌دادند. همچنین مذاهب شرقی در روم باستان غالباً متعلق به افراد دارای موقعیت اجتماعی پایین‌تر بود. پیروان مرد میترا از این قاعده مستثنی نبودند زیرا فرقه در حال ظهور عمدتاً سربازان، آزادگان و بردگان را به خود جذب می‌کرد. گمان می‌رود که این فرقه تنها در سال‌های آخر قرن چهارم پس از میلاد در میان نخبگان به محبوبیت رسیده باشد.
بنیان‌گذار دین جدید، آیین مانوی، مانی عناصر خاصی از هر دین را با هم ترکیب کرد و نظام عقاید و جامعه دینی خود را ایجاد کرد. احتمالاً در حدود ۲۴۰ بعد از میلاد. مانی مبلغانی را به مرزهای امپراتوری روم فرستاد. پیامبر و دین جدیدش مورد حمایت شاه برجسته ایرانی شاپور یکم قرار گرفتند. این پادشاه از گسترش آیین مانوی در ایران حمایت کرد، احتمالاً در جهانی بودن دین ظرفیت جلب حمایت عمومی گسترده از حکومت خود را می‌دید. مانی در طول لشکرکشی‌های پیروزمندانه پادشاهان ایرانی در دهه ۵۰ قرن سوم میلادی، که مجموعه ای از موفقیت‌های نظامی ایرانی از قبیل نبرد ادسا و باربالیسوس، تصرف بسیاری از شهرهای سوریه و دستگیری امپراتور والرین بود، از جایگاه بالایی برخوردار بود. شاپور یکم همچنین از فعالیت تبلیغی دین جدید در استان‌های روم حمایت می‌کرد. مبلغان مانوی آشکارا خواستار ارتداد از دین سنتی روم بودند که احتمالاً یکی از اولین موارد استفاده ابزاری از دین در نظر گرفته می‌شود. احتمال دارد که شاپور بر روی متقاعد کردن بخش بزرگی از مردم شرق روم به گرویدن به آیین جدید و در نتیجه ضعف داخلی و کاهش حمایت مردم از قدرت روم حساب می‌کرد. مذهب مشترک ساکنان استان‌های رومی سوریه، مصر، آسیای صغیر و مردم ایران می‌توانست الحاق این مناطق را به مرزهای پادشاهی ساسانی تسهیل کند. مبلغان مانوی در سال‌های ۲۴۴ و ۲۵۱ میلادی به مصر و پیش از سال ۲۸۰ میلادی به روم رسیده‌اند. دین جدید در استان‌های آفریقایی روم — نه تنها در مصر بلکه در سراسر آفریقای شمالی — محبوبیت زیادی به دست آورد.

## گسترش مسیحیت

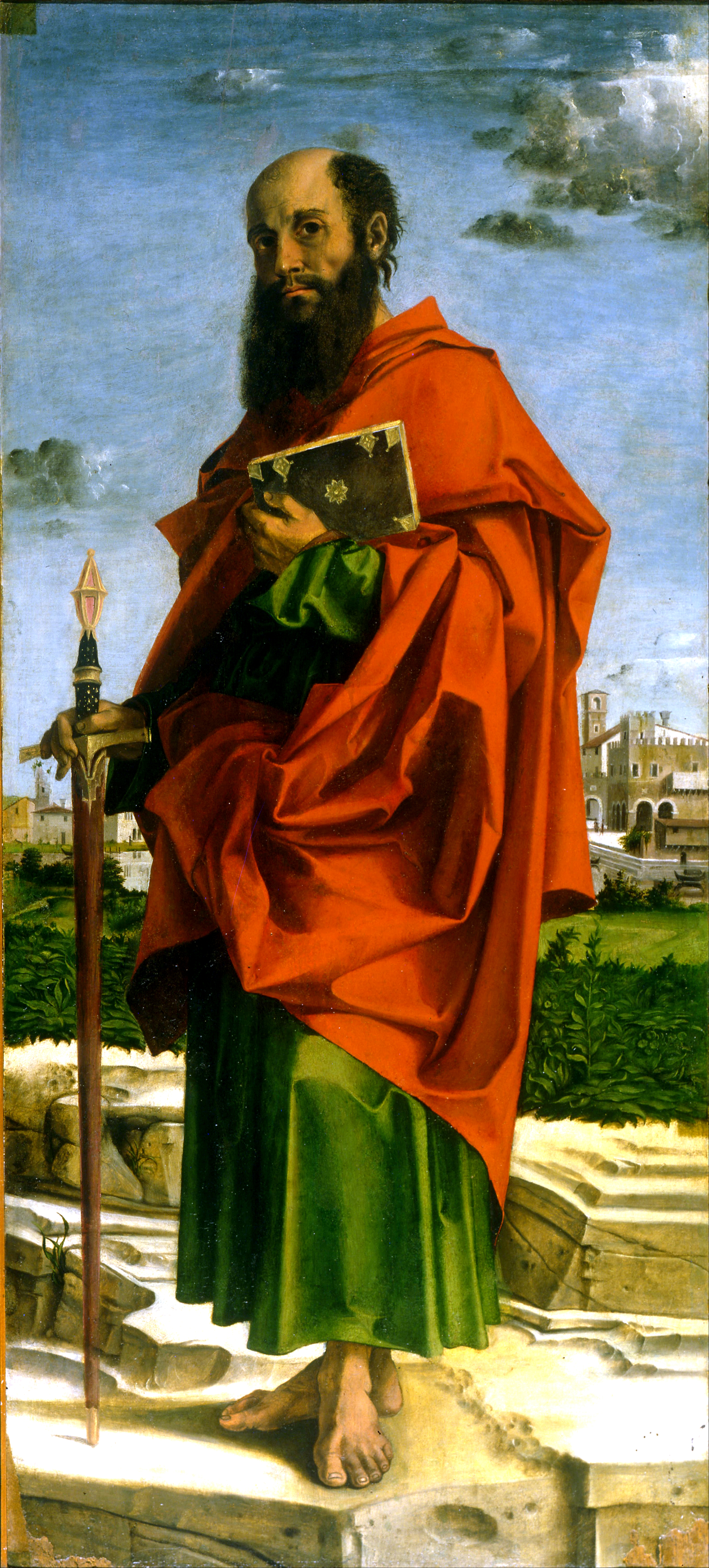
یک نقاشی از پولس رسول که توسط نقاش ایتالیایی بارتولومئو مونتاگنا به تصویر کشیده شده‌است.

روم دلایل خوبی برای تحمل یهودیان در امپراتوری روم داشت. اولاً، این یک دین جا افتاده و با سابقه طولانی بود. مهم‌تر از همه، روم می‌خواست مردم یهودیه را از شورش بازدارد. هیچ‌یک از این دلایل در مورد مسیحیت صدق نمی‌کرد. این شاخه جدید دین یهود در ابتدا در میان مردم یهود حمایت چندانی نداشت. در واقع، اگر روم مسیحیان را سرکوب می‌کرد، بسیاری از یهودیان خوشحال می‌شدند. تحقیقات دولتی رومی در مورد مسیحیت اولیه، آن را یک فرقه غیر مذهبی، بدیع، نافرمان و حتی الحادی از یهودیت ارزیابی کرد. به نظر آنها می‌رسید که همه اشکال دین را انکار می‌کند و بنابراین «خرافات» بود. حتی در پایان دوران امپراتوری روم، تنها مسیحیت نیقیه به عنوان یک «دین» مجاز بود اما همه فرقه‌های دیگر مسیحیت «خرافات» بدعت‌آمیز شمرده شدند.

#### امپراتور کنستانتین و مسیحیت

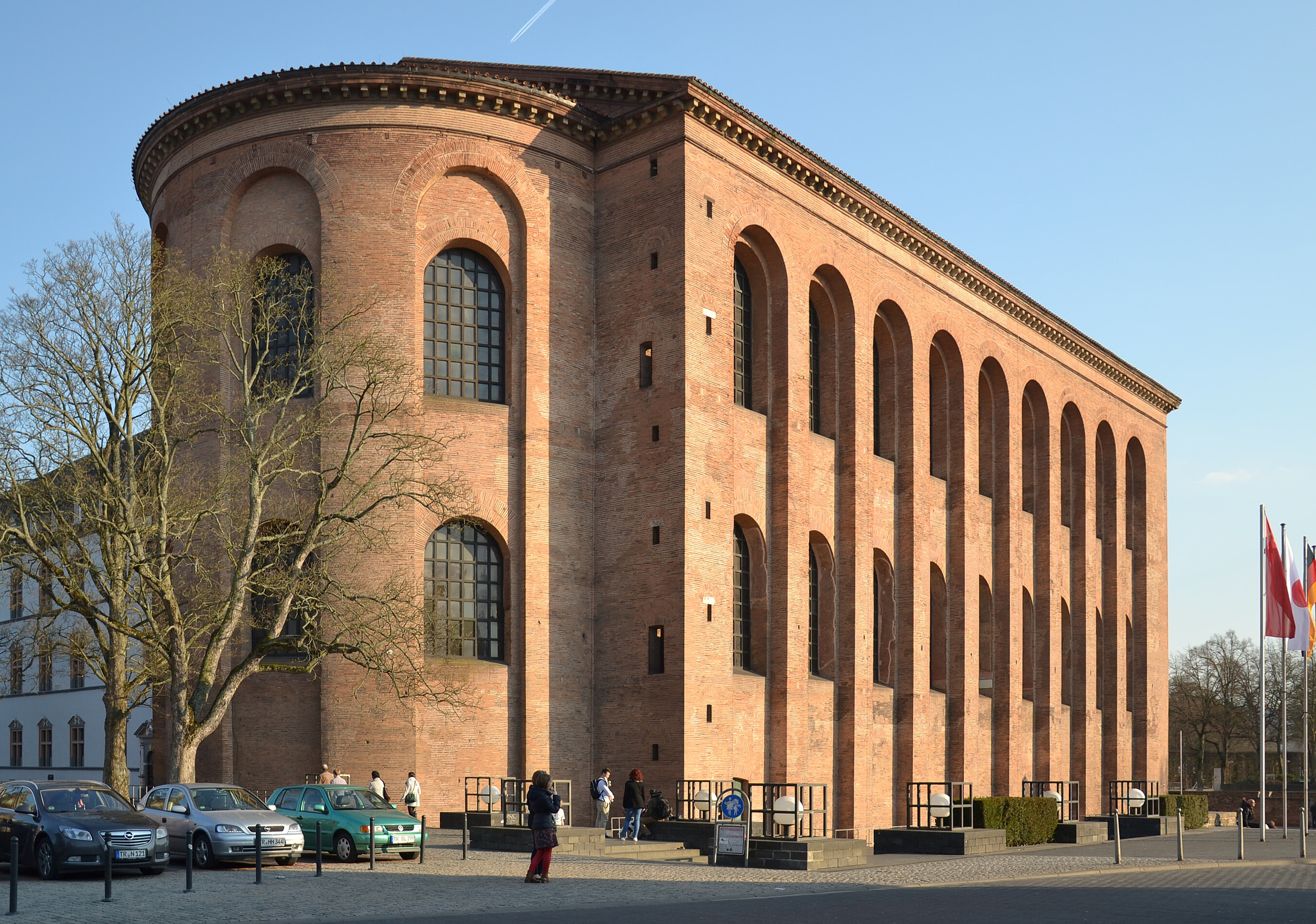
کلیسای بازیلیکا کنستانتین از تری‌یر، آلمان (سپس بخشی از استان‌های روم از استان گالیا بلجیکا)، ساخته شده در زمان سلطنت کنستانتین بزرگ (ح ۳۰۶–۳۳۷ پس از میلاد)

کنستانتیوس کلوروس و پسرش کنستانتین بزرگ هر دو از اعضای فرقه سول اینویکتوس بودند.
کنستانتین بزرگ که برای کنترل امپراتوری غرب می‌جنگید، این تصور را داشت که اگر زیر علامت صلیب بجنگد، در یک نبرد مهم پیروز خواهد شد. او خواست که سپر سربازانش را با صلیب علامت‌گذاری کنند و آنها را به جنگ فرستاد. هنگامی که آنها پیروز شدند، کنستانتین از حامیان جدی مسیحیت شد. کنستانتین به عنوان امپراتور جدید از جنگ داخلی بیرون آمد. در سال ۳۱۳، او با صدور فرمان میلان اعلام کرد که هر فردی در پیروی از دینی که خود انتخاب می‌کند آزاد است. در زمان کنستانتین، مسیحیت به دین غالب تبدیل شد.
کنستانتین با پذیرفتن مسیحیت، که ماهیت توحیدی داشت، این تصور را مطرح کرد که خدای یگانه و مشروع او را به عنوان تنها مدعی برای تاج و تخت انتخاب کرده‌است. این ایده جدا از پیامدهای سیاسی قابل توجهی، نشانگر تغییر مهمی در رابطه بین امپراتورها و الوهیت بود. در دوره ای که مدعیان متعددی برای تاج و تخت امپراتوری وجود داشت، این فلسفه، مدعیان رقیب را نامشروع و اقتدار کنستانتین را تضمین کرد.
در حالی که آیین‌ها و سنت‌های بومی باقی مانده بودند، کنستانتین هم از نظر مالی و هم از نظر معنوی از مسیحیان حمایت می‌کرد. کنستانتین به عنوان حامی عالی آنها، به مسیحیان کمک مالی برای ساختن کلیساها و به دست آوردن املاک اعطا کرد، اموال مصادره شده را بازگرداند، مسیحیان را به مناصب عالی‌رتبه رساند و روحانیون مسیحی را از مالیات معاف کرد. در حمایت معنوی، موقعیت او به عنوان رئیس کلیسا و همچنین امپراتوری کمک کرد که توسط فرمان‌هایی که می‌دهد وحدت اعتقادی مسیحی را ترویج کند.
کنستانتین ارتدکس (باور صحیح) را در آموزه‌های مسیحی ترویج کرد تا مسیحیت به جای تفرقه افکنی، به نیرویی برای اتحاد تبدیل شود. او اسقف‌های مسیحی را به جلسه‌ای احضار کرد که بعداً به نام اولین شورای نیقیه شناخته شد، که در آن حدود ۳۱۸ اسقف (عمدتاً شرقی) بحث کردند و تصمیم گرفتند که چه چیزی ارتدکس است و چه چیزی بدعت در مسیحیت. سرانجام جلسه در مورد اعتقادنامه نیقیه که حاوی نکته‌های اصلی اعتقاد به مسیحیت بود، به اجماع رسید.
تا آن زمان در روم با وجود فرقه‌های بومی متعدد، هیچ مرجع مرکزی وجود نداشت که دیکته کند که همه باید چه چیزی را باور کنند. اعتقادنامه نیقیه یک سیستم اعتقادی را رسمیت داد که از طریق قدرت امپراتور ترویج می‌شد. به این ترتیب، هرگونه مخالفت نه تنها بدعت در مسیحیت  بلکه خیانت نیز بود. «ربکا دنووا» استاد دانشگاه و پژوهشگر در زمینه مسیحیت اولیه نوشته‌است، در ۳۰۰ سال اول، مسیحیت تحت سلطه وجود جوامع متعددی بود که عقاید خود را به طرق مختلف بیان می‌کردند. در زمان کنستانتین، بدعت دینی تعریف شد. اموال بدعت‌گذاران مصادره شد و روش اعدام آنها سوزاندن در آتش بود.

#### گذار به سلطه مسیحی

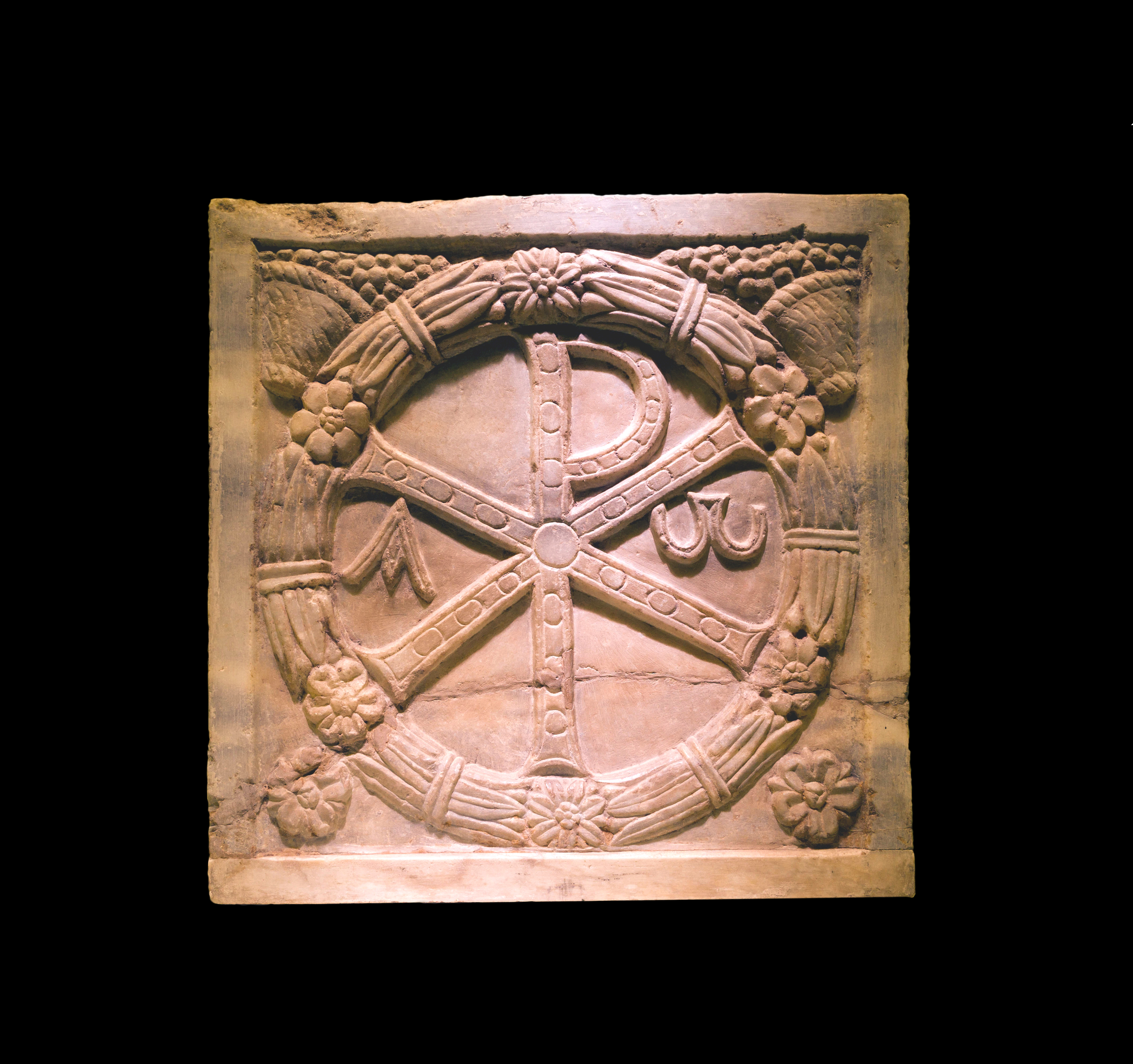
علامت مسیحی کای-رو بر روی یک تابوت‌دان، قرن چهارم میلادی

مسیحیت با مذهب سنتی روم ناسازگار بود. از قرن دوم به بعد، پدران کلیسا ادیان مختلف غیر مسیحی را که در سرتاسر امپراتوری وجود داشت را به عنوان «پاگان» محکوم کردند.
فرقه امپراتوری روم در زمان غلبه مسیحیت در زمان حکومت کنستانتین بزرگ کانون بحث‌های الهیاتی و سیاسی شد. برادرزاده کنستانتین امپراتور ژولیان (حکومت ۳۶۱ تا ۳۶۳ میلادی) نتوانست حمایت رو به افول از فرقه‌های سنتی روم را تغییر دهد. پس از اینکه تئودئوس یکم (حکومت ۳۷۹ تا ۳۹۵) رسماً مسیحیت را به عنوان دین دولتی امپراتوری پذیرفت. «فرقه امپراتوری» همراه با فرقه‌های مسیحی غیرِ ارتدکس که توسط امپراتوری تأیید نشده بود، کنار گذاشته شدند. امپراتور ژولیان آنچه که خود «کیش جلیلی» می‌نامید و با آن تربیت شده بود را برای ترکیبی خاص از فلسفه نوافلاطونی، زهد رواقی‌گری و کیش خورشیدی جهانی رد کرد و کنار گذاشت. ژولیان در سال ۳۶۱ آگوستوس شد و به‌طور فعال یک کثرت‌گرایی دینی و فرهنگی را تقویت کرد و تلاش کرد تا اعمال و حقوق غیر مسیحی را بازگرداند.
در سال ۳۸۰ در زمان امپراتور روم شرقی تئودئوس یکم (حکومت ۳۷۹ تا ۳۹۵)، اعتقادنامه نیقیه رسمی و مسیحیت دین دولتی روم شد. بدعت‌گران در مسیحیت و همچنین غیر مسیحیان در معرض محرومیت از فعالیت‌های اجتماعی یا آزار و اذیت قرار گرفتند، اگرچه دین رومی و بسیاری از جنبه‌های مناسک آن بر اشکال مسیحیت تأثیر گذاشت، و بسیاری از باورها و اعمال پیش از مسیحیت در جشن‌های مسیحی و سنت‌های محلی باقی ماند. تئودئوس یکم نه تنها از بازگرداندن محراب پیروزی به مجلس سنا خودداری کرد، بلکه آتش مقدس وستال‌ها را خاموش کرد و معبد آنها را خالی کرد: اعتراض سناتورها در نامه ای توسط کوئینتوس اورلیوس سیمماخوس به امپراتورهای غربی و شرقی ابراز شد. امبروس، اسقف بانفوذ میلان و قدیس آینده، در رد درخواست سیمماخوس برای تسامح و مدارا مطلب نوشت. یکی از قوانینی که تئودئوس یکم تصویب کرد این بود که مرتد مسیحیت اجازه ندارد وصیت کند؛ یعنی کسی که تغییر دین می‌داد نمی‌توانست هیچ مال دنیایی را به ورثه بدهد و هر مرتدی که قبلاً وصیتی داشت، باطل می‌شد. او سال ۳۹۴ بازی‌های المپیک را ممنوع کرد. در زمان تئودئوس یکم، منافع دولت و کلیسا به‌طور کامل با هم ادغام شدند. برای قرن‌ها، تئودئوس یکم به عنوان یک قهرمان ارتدکس مسیحی در نظر گرفته می‌شد که قاطعانه پاگانیسم را از بین برد. اسلاف او کنستانتین، کنستانتیوس دوم و والنس همگی نیمه آریانی بودند در حالی که تئودئوس از مسیحیت نیقیه حمایت می‌کرد که در نهایت به نسخه ارتدکس مسیح‌شناسی برای اکثر کلیساهای مسیحی بعدی تبدیل شد. فرمان تسالونیکی او مسیحیان آریانی را «دیوانه‌های احمق» توصیف کرد؛ بنابراین، از نظر اسقف اعظم میلان امبروس و سنت ادبی مسیحی که از او پیروی می‌کرد، تئودئوس سزاوار بیشترین اعتبار برای پیروزی نهایی مسیحیت بود. تئودئوس یکم آخرین امپراتور شرق و غرب بود.

## نابودی مذهب سنتی روم

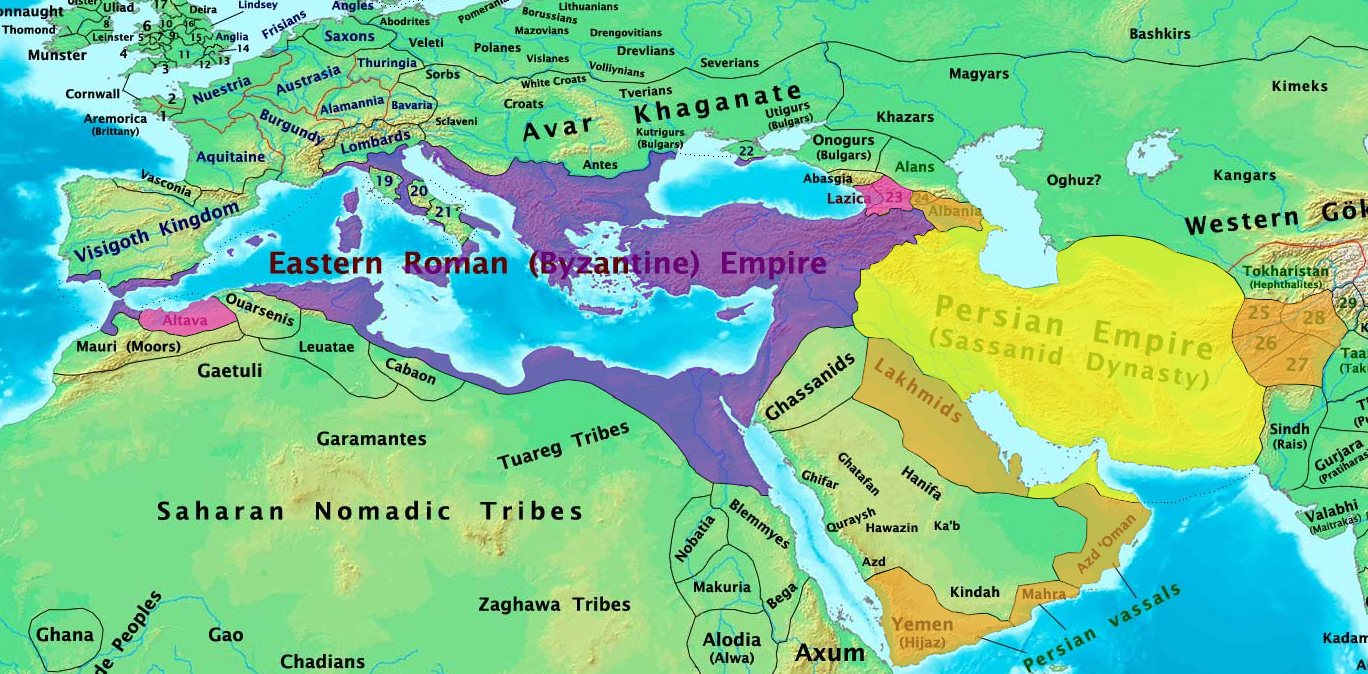
امپراتوری بیزانس در سال ۶۰۰ میلادی

پس از سقوط امپراتوری روم غربی در سال ۴۷۶، روم شرقی، یا امپراتوری بیزانس، باقی ماند. در امپراتوری بیزانس، کلیسا و دولت به‌عنوان جنبه‌های اساسی یک امپراتوری مسیحی که به عنوان همتای زمینی دولت آسمانی در نظر گرفته می‌شد، به‌طور جدایی‌ناپذیری به هم مرتبط بودند؛ بنابراین، وظیفه ژوستینین یکم امپراتور روم شرقی از ۵۲۷ تا ۵۶۵، مانند امپراتوران بعدی بیزانس، ترویج حمایت از تعالیم ارتدکس بود. برای مثال، پاگان‌ها، بدعت‌گذاران و سامری‌ها از تدریس هر موضوعی منع شدند، و با وجود قدردانی کامل از میراث کلاسیک، ژوستینین یکم استادان پاگانیسم را از آکادمی معروف آتن اخراج کرد.
پاپ گریگوری یکم پاپ مسئول از ۵۹۰ تا ۶۰۴، به‌طور کلی نسبت به غیر مسیحیان که هنوز هم تعدادشان زیاد بود، سختگیر بود. او در سال ۵۹۹ دستور داد پاگان‌های ساردینیا (در ایتالیای امروزی) را مجبور به گرویدن به مسیحیت کنند:
«اگر دیدید که آنها تمایلی به تغییر رفتار خود ندارند، به شما دستور می‌دهیم که با نهایت غیرت آنها را تعقیب کنید. اگر آزاد نیستند آنها را با ضرب و شتم و شکنجه مجازات کنید تا مجبور به اصلاح شوند اما اگر آن‌ها انسان‌های آزاد هستند، باید با سخت‌ترین حبس، همان‌طور که مقتضی است، به هوش بیایند. کسانی که از پذیرش سخنان نجات‌بخش که می‌تواند آنها را از خطرات مرگ نجات دهد، خودداری می‌کنند، باید تحت عذاب بدنی قرار گیرند تا به یک ایمان سالم مورد نظر برسند.»
پیتر براون نویسنده کتاب از طریق چشم سوزن: ثروت، سقوط روم، و ایجاد مسیحیت در غرب، ۳۵۰–۵۵۰ پس از میلاد نوشته‌است بر اساس آموزه‌های عیسی که در عهد جدید نقل شده‌است «عبور شتر از سوراخ سوزن آسان‌تر از این است که یک ثروتمند وارد بهشت شود.» برای سیصد سال اول تاریخ کلیسای مسیحی، هیچ مشکل مهمی در تفسیر معنای این بیانیه وجود نداشت، زیرا اعضای مسیحی عموماً از طبقات پایین تشکیل می‌شدند. آنها قطعاً خود را ثروتمند نمی‌دانستند و هیچ مشکلی نداشتند که بگویند ثروتمندان این دنیا در آخرت به بهشت نمی‌روند. کنستانتین بزرگ تغییراتی را به وجود آورد که به مسیحیان جاه‌طلب با دادن موقعیت مطلوب اجازه داد تا به «ثروتمندان جدید» تبدیل شوند در حالی که ثروتمندان قدیمی اشرافی، پاگان باقی ماندند. در اواخر قرن چهارم ثروت به شکل قابل توجهی وارد کلیسا شد. بین سال‌های ۳۷۰ و ۴۳۰ انفجاری در نوشتار رهبران مسیحی در مورد ثروت رخ داد. انتقادهای اساسی از ثروت کنار گذاشته شد و در عوض بر چگونگی استفاده از ثروت برای تحکیم جامعه مسیحی تأکید شد. بزرگ‌ترین شگفتی در اواخر قرن پنجم رخ داد. رهبران کلیساها متوجه شدند که آنها — و نه زمین‌داران بزرگ غیر روحانی که قبلاً کلیسا ثروت آنها را کوچکتر کرده بود — سرانجام واقعاً ثروتمند بودند. فروپاشی اشراف سنتی، کلیسا را در موقعیت منحصر به فردی از لحاظ ثروت قرار داد.
ریچارد فلچر تاریخدان بریتانیایی عقیده دارد که پاگانیسم ایمانی بود که عمدتاً برای کسب رفاه مادی طراحی شده بود. خدایان برای حاصلخیزی بیشتر کشاورزی بودند زیرا مردم می‌خواستند با توسل به این خدایان محصولاتشان بیشتر شود. آنها برای گاو خدایان داشتند تا شیر بیشتری تولید کنند. وقتی این پاگان‌ها به ثروت و قدرت اروپای مسیحی نگاه کردند، تحت تأثیر قرار گرفتند. خدای مسیحی آشکارا کسی بود که می‌توانست مادیات را افزایش دهد. مسیحیان ساختمان‌های بزرگتر می‌ساختند، جواهرات زیباتری می‌ساختند، کشتی‌های بهتری داشتند و غیره. بسیاری از پاگان‌ها با گرویدن به مسیحیت مخالفتی نداشتند، زیرا معتقد بودند که این امر در واقع به آنها رفاه مادی بیشتری نسبت به خدایان قبلی‌شان می‌دهد. عمدتاً در تغییر اجباری دین پاگان‌ها، هیچ شکستی وجود نداشت اما با یکتاپرستان - یهودیان و بعدها با مسلمانان - تغییر اجباری دین موفقیت چندانی نداشت.